# Max und Moritz

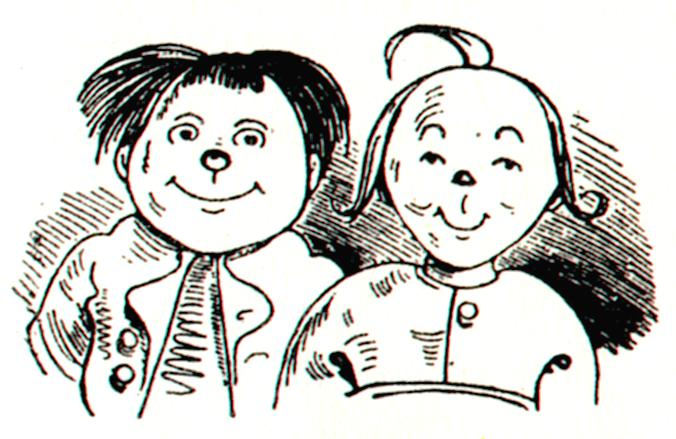
Max (links) und Moritz

Modernere Version als farbige Darstellung

Max und Moritz – Eine Bubengeschichte in sieben Streichen ist eine Bildergeschichte des deutschen humoristischen Dichters und Zeichners Wilhelm Busch. Sie wurde Ende Oktober 1865 erstveröffentlicht und zählt damit zum Frühwerk von Wilhelm Busch. Im Handlungsgefüge weist sie auffällige Gesetzmäßigkeiten und Grundmuster inhaltlicher, stilistischer und wirkungsästhetischer Art auf, die sich auch in den späteren Arbeiten von Wilhelm Busch wiederholen. Viele Reime dieser Bildergeschichte wie „Aber wehe, wehe, wehe! / Wenn ich auf das Ende sehe!“, „Dieses war der erste Streich, doch der zweite folgt sogleich“ und „Gott sei Dank! Nun ist’s vorbei / Mit der Übeltäterei!“ sind zu geflügelten Worten im deutschen Sprachgebrauch geworden. Die Geschichte ist eines der meistverkauften Kinderbücher und wurde in 300 Sprachen und Dialekte übertragen.

## Entstehungszusammenhang

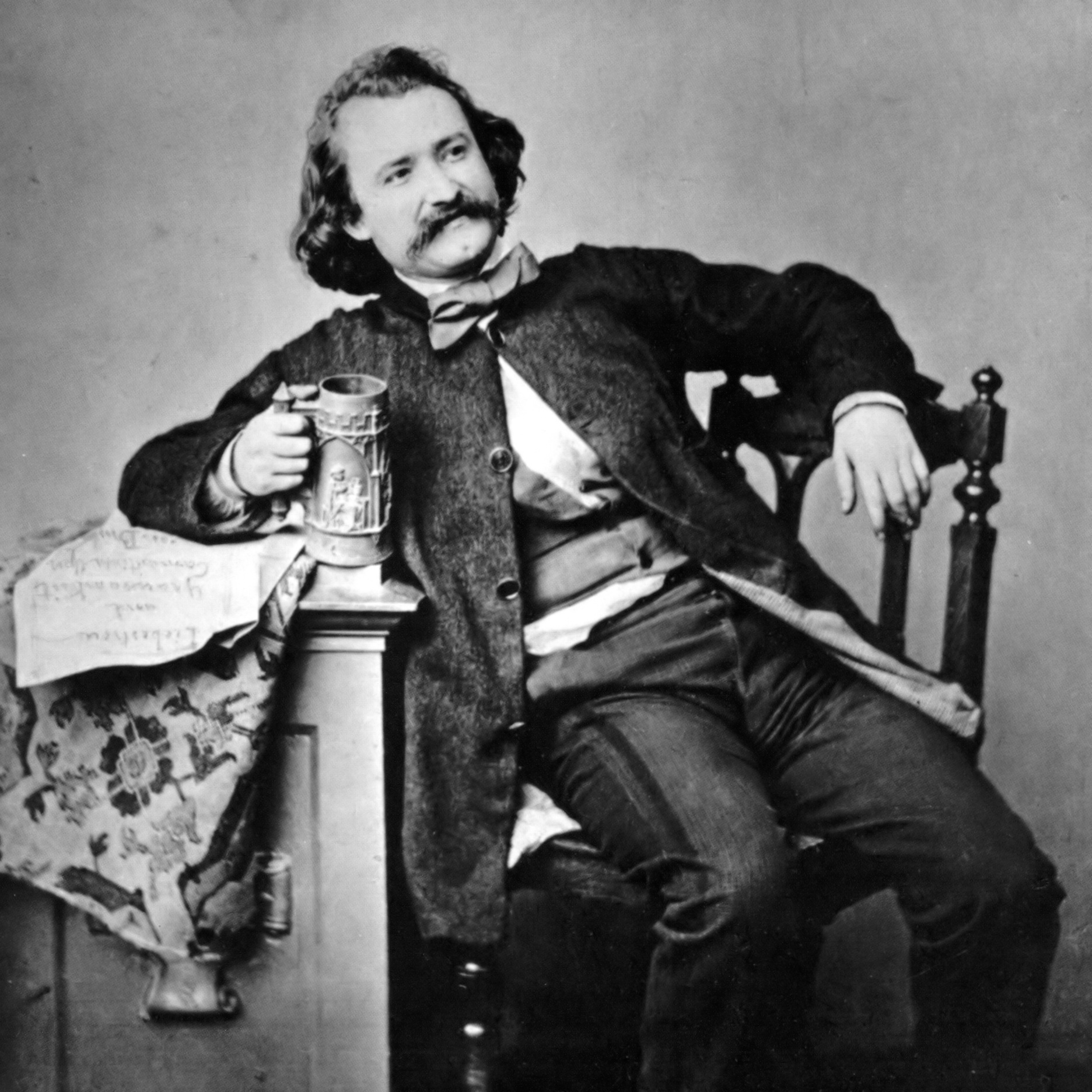
Wilhelm Busch (1860)

Kaspar Braun

Wilhelm Busch wollte nach einem nicht abgeschlossenen Kunststudium in Düsseldorf und Antwerpen in München weiterstudieren. Der Wunsch führte zu einem Zerwürfnis mit seinem Vater, der ihn schließlich mit einer letzten Geldzahlung nach München verabschiedete. Die Erwartungen, die Wilhelm Busch an sein Kunststudium an der Münchener Akademie gehegt hatte, wurden allerdings nicht erfüllt. Kontakte zur Münchner Kunstszene fand Wilhelm Busch im Künstlerverein Jung-München, in dem nahezu alle wichtigen Münchener Maler zusammengeschlossen waren und für deren Vereinszeitung Wilhelm Busch unter anderem Karikaturen und Gebrauchstexte verfertigte. Kaspar Braun, der die satirischen Zeitungen Münchener Bilderbogen und Fliegende Blätter verlegte, wurde dadurch auf Busch aufmerksam und bot ihm schließlich eine freie Mitarbeit an. Dank der Honorare war Wilhelm Busch erstmals schuldenfrei und verfügte über ausreichende Geldmittel für seinen Lebensunterhalt.
Zwischen 1860 und 1863 verfasste Wilhelm Busch über hundert Beiträge für den Münchener Bilderbogen und die Fliegenden Blätter. Die Abhängigkeit vom Verleger Kaspar Braun fand Busch zunehmend beengend, sodass er sich mit Heinrich Richter, dem Sohn des sächsischen Malers Ludwig Richter, einen neuen Verleger suchte. In Heinrich Richters Verlag waren bislang nur Werke von Ludwig Richter sowie Kinderbücher und religiöse Erbauungsliteratur erschienen. Wilhelm Busch war sich dieser Tatsache möglicherweise nicht bewusst, als er mit Heinrich Richter die Publikation eines Bilderbuches vereinbarte. Die Themenwahl war Wilhelm Busch freigestellt gewesen, seine vier vorgeschlagenen Bildergeschichten stießen jedoch bei Heinrich Richter auf Vorbehalte. Noch während die Bilderpossen für den Druck vorbereitet wurden, begann Wilhelm Busch im November 1863 an Max und Moritz zu arbeiten. Am 12. Dezember desselben Jahres hatte er circa 100 Zeichnungen fertig, die er Heinrich Richter im Oktober 1864 zur Veröffentlichung anbot.
Die Bedenken Heinrich Richters gegenüber den Geschichten der Bilderpossen waren berechtigt; das 1864 erschienene Buch erwies sich als Misserfolg. Es war weder ein Märchen- noch ein Bilder- oder Karikaturenbuch und übertraf in seiner Grausamkeit den Struwwelpeter bei weitem. Noch im November 1864 machte Heinrich Richter seinem Autor Hoffnung, dass sich die Verkaufszahlen im Weihnachtsgeschäft verbessern würden, was allerdings nicht eintrat. Heinrich Richter lehnte zu Beginn des Jahres 1865 das Manuskript zu Max und Moritz schließlich wegen mangelnder Verkaufsaussichten ab, nachdem auch sein Vater Ludwig Richter zu dem Urteil gekommen war, dass Leute, die an so etwas ihr Vergnügen hätten, keine Bücher kaufen würden.
Wilhelm Busch wandte sich am 5. Februar wieder an seinen alten Verleger Kaspar Braun, obwohl er seit einiger Zeit nicht mehr mit ihm gesprochen und korrespondiert hatte:

„Mein lieber Herr Braun! […] Ich schicke Ihnen nun hier die Geschichte von Max und Moritz, die ich zu Nutz und eigenem Plaisir auch gar schön in Farbe gesetzt habe, mit der Bitte, das Ding recht freundlich in die Hand zu nehmen und hin und wieder ein wenig zu lächeln. Ich habe mir gedacht, es ließe sich als eine Art kleine Kinder-Epopoe vielleicht für einige Nummern der fliegenden Blätter […] verwenden.“

Kaspar Braun sagte noch im Februar 1865 die Veröffentlichung zu, ohne die Verstimmung zwischen ihnen beiden zur Sprache zu bringen, und bat Wilhelm Busch lediglich, Texte und Bilder noch einmal zu überarbeiten. Anders als Wilhelm Busch vorgeschlagen hatte, wollte Braun die Geschichte nicht in den Fliegenden Blättern veröffentlichen, sondern damit das Kinderbuchprogramm des Verlags Braun & Schneider erweitern. Für die Rechte an der Bildergeschichte zahlte Kaspar Braun an Wilhelm Busch einmalig 1.000 Gulden. Dies entsprach etwa zwei Jahreslöhnen eines Handwerkers und war für Wilhelm Busch eine stolze Summe. Für Kaspar Braun und seinen Verlag sollte sich das Geschäft mittel- und langfristig als verlegerischer Glücksgriff erweisen. Im August 1865 zeichnete Wilhelm Busch in München die Geschichte auf Holzdruckstöcke, und im Oktober 1865 kam die Bildergeschichte mit einer Auflage von 4000 Exemplaren heraus. Der Verkauf dieser ersten Auflage mit einem Einband aus schlichter, heller Pappe zog sich bis 1868 hin. Für ein Exemplar dieser Erstauflage wurden im Jahr 1998 auf einer Auktion umgerechnet 125.000 Euro bezahlt.

## Inhalt

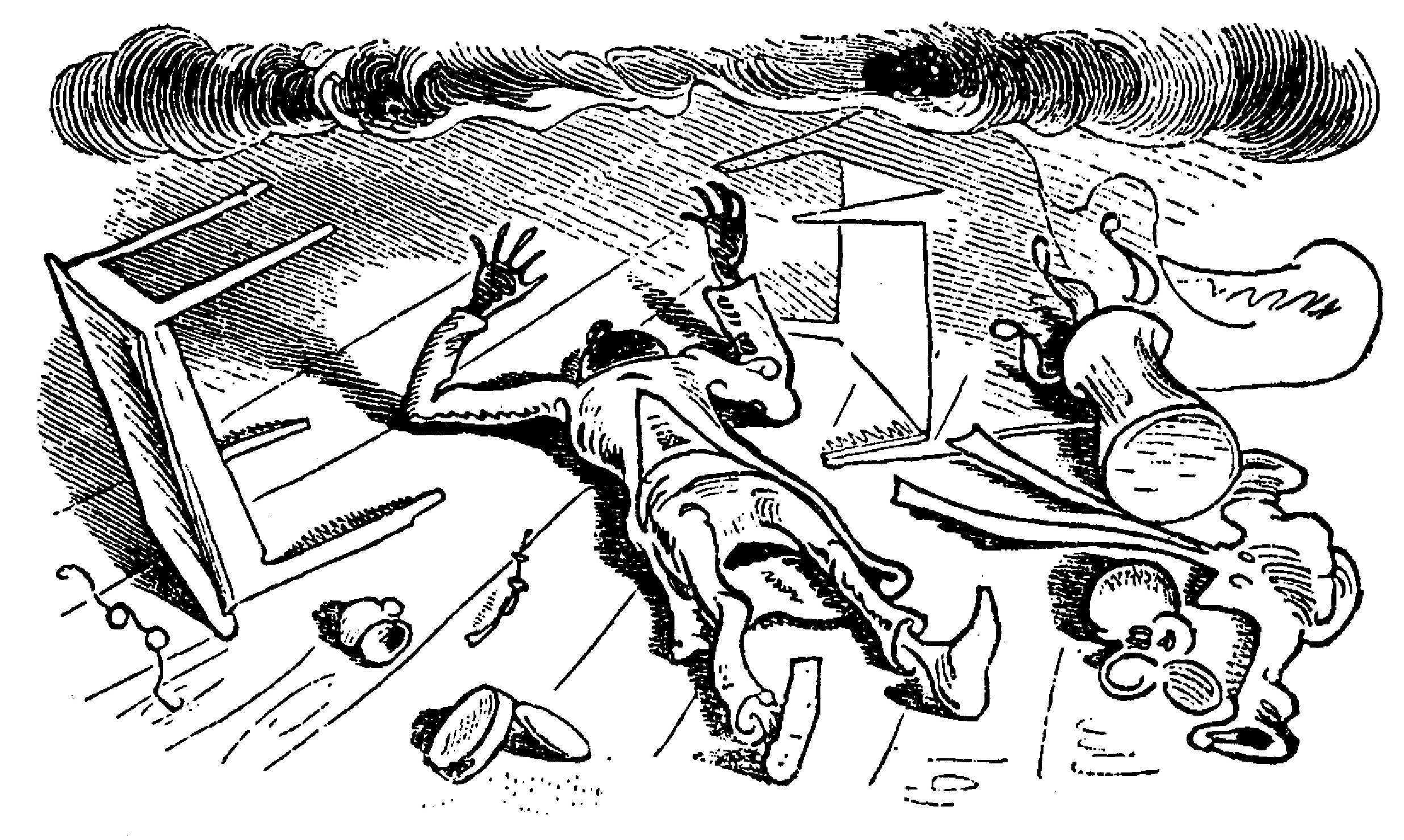
4. Streich: Lehrer Lämpel

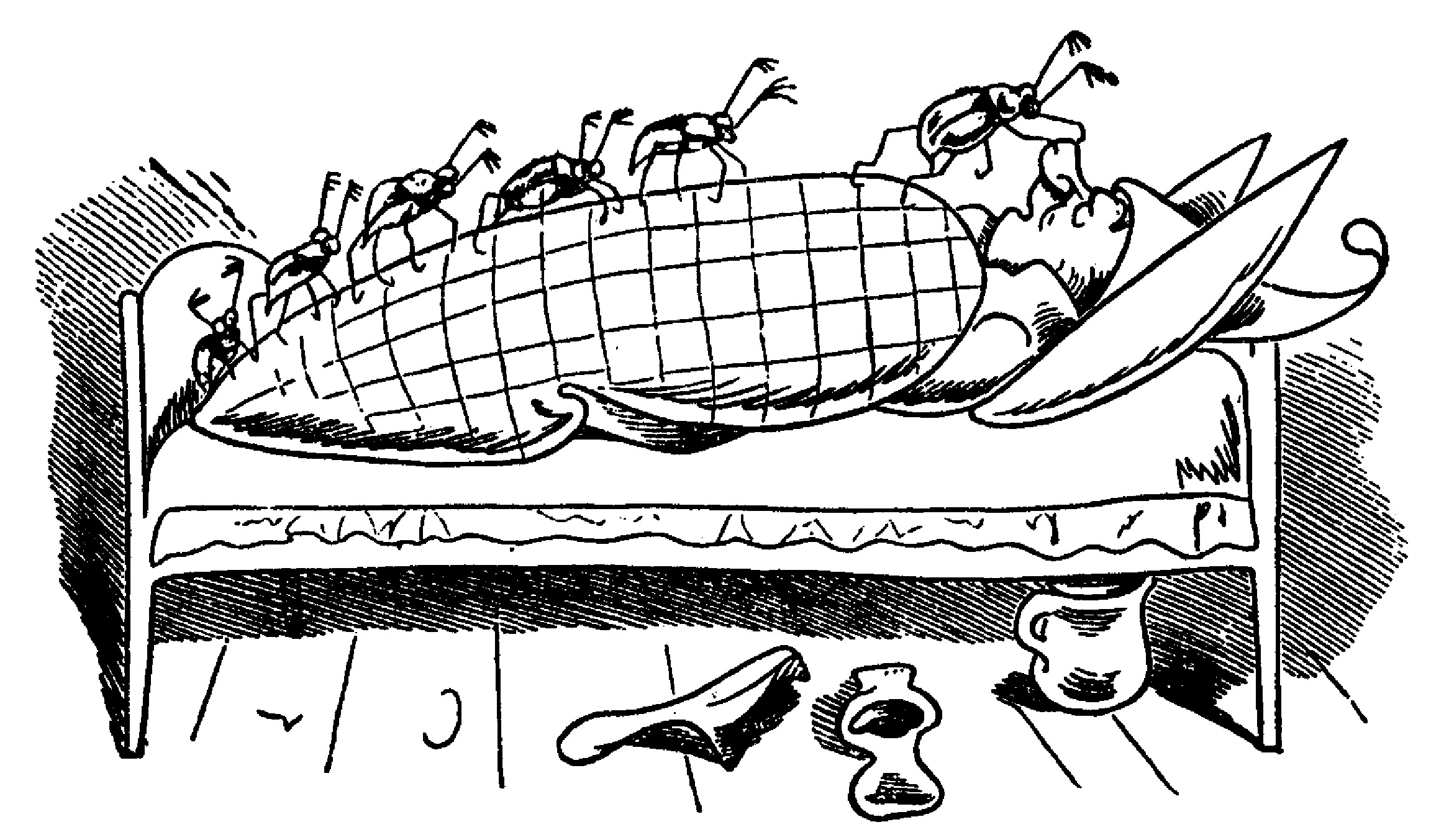
5. Streich: Onkel Fritz

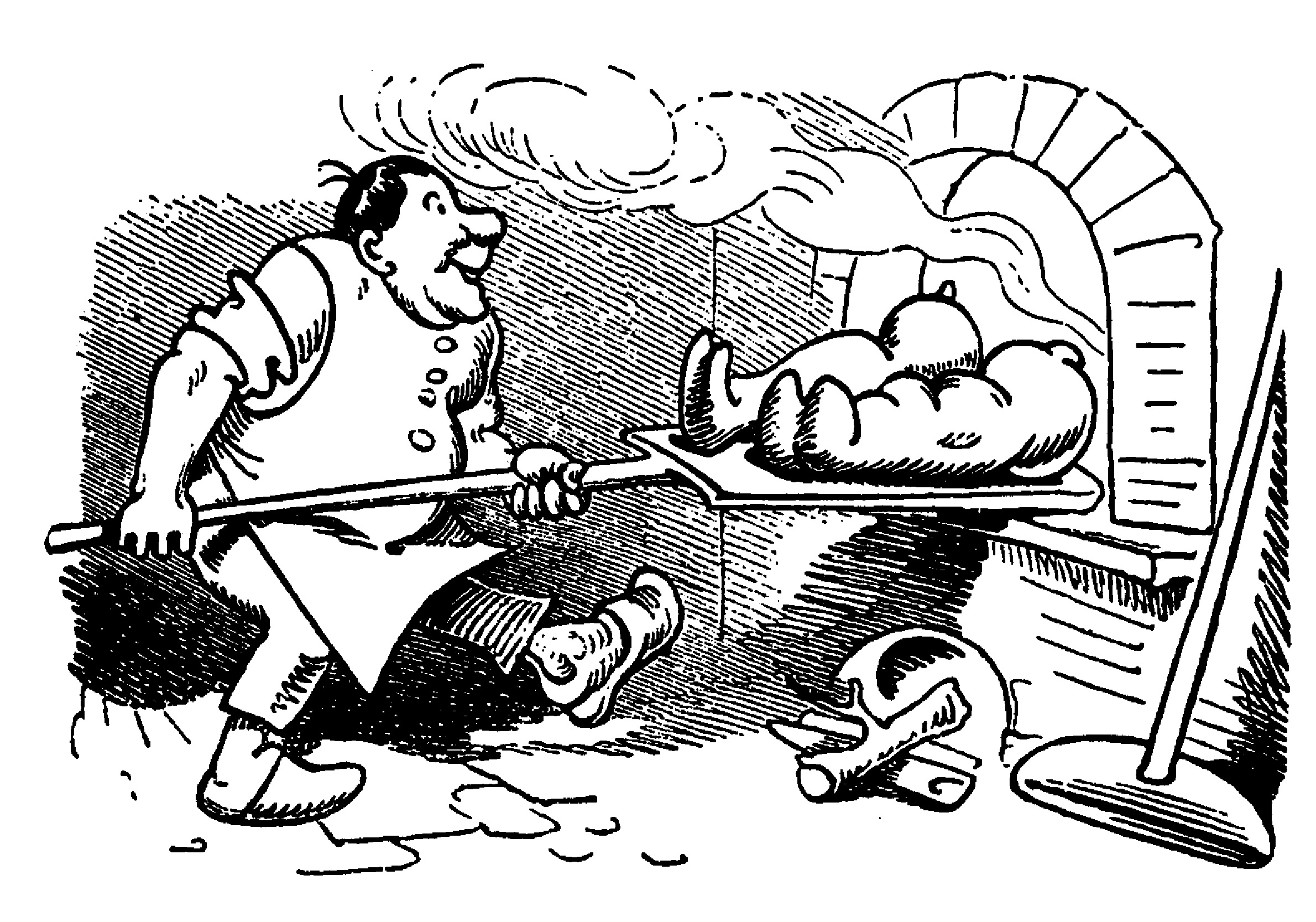
6. Streich: Meister Bäcker

Der Erzähler beginnt die Geschichte mit einer moralischen Einleitung, in der er die Namen der beiden Lausbuben Max und Moritz nennt.
Ach, was muß man oft von bösen

Kindern hören oder lesen!

Wie zum Beispiel hier von diesen,

welche Max und Moritz hießen;
Statt finsterer Unholde blicken den Leser zwei kecke Knaben an.
Die, anstatt durch weise Lehren

sich zum Guten zu bekehren,

oftmals noch darüber lachten

und sich heimlich lustig machten.
Ja, zur Übeltätigkeit,

ja, dazu ist man bereit!

Menschen necken, Tiere quälen,

Äpfel, Birnen, Zwetschgen stehlen.
Das ist freilich angenehmer

und dazu noch viel bequemer,

als in Kirche oder Schule

festzusitzen auf dem Stuhle.
Dieses Vorwort verweist parodistisch-satirisch auf die allgemeine Schlechtigkeit von Kindern. Nun wird dies an Beispielen vorgeführt. In fünf Kapiteln spielen die zwei Buben den Dorfbewohnern böse Streiche, der sechste misslingt, im siebten kommen sie zu Tode.
Opfer des ersten und zweiten Streiches wird Witwe Bolte, der drei Hühner und ein Hahn gehören. Diese vier Federtiere finden den Tod, nachdem sie einen von den Buben ausgelegten Köder gefressen und sich mit den daran befestigten Schnüren im Apfelbaum verfangen haben. Witwe Bolte, vom Tod ihrer Hühner tief betrübt, brät sie alle in der Pfanne. Aber als sie im Keller Sauerkohl holt, angeln Max und Moritz die Brathühner durch den Kamin aus der Pfanne, wofür die Witwe zu Unrecht ihren Spitz bestraft.
Im dritten Streich suchen sich Max und Moritz den Schneider Böck als Opfer. Sie sägen einen hölzernen Steg neben seinem Haus an und locken den Schneider mit Schmährufen. Als dieser mit der Schneiderelle in der Hand über den Steg läuft, um die Bösewichter zu bestrafen, bricht der Steg. Er fällt in den Bach und wird nur dadurch gerettet, dass ihn ein Gänsepaar herauszieht.
Den vierten Streich spielen sie dem Lehrer Lämpel. Sie dringen während seiner Abwesenheit in sein Haus ein und füllen dem Knaster-Liebhaber Schwarzpulver in die Meerschaum-Pfeife. Der zurückkehrende Lämpel zündet sich wie gewohnt die Pfeife an und erleidet bei der folgenden Explosion schwere Verbrennungen.
Ebenso erfolgreich sind sie in ihrem fünften Streich, bei dem sie Onkel Fritz Maikäfer ins Bett setzen. Dieser muss einen nächtlichen Vernichtungskampf gegen die eigentlich harmlosen Insekten führen.
Der sechste Streich gelingt den beiden nicht. Über den Kamin gelangen sie in eine Bäckerei. Dabei fallen sie in die Mehlkiste und klettern weiß bestäubt auf einen Stuhl, um an die süßen Brezeln zu gelangen. Der Stuhl bricht, und die zwei stürzen in die Teigmulde. Der Bäcker greift die in Teig eingehüllten Buben, formt sie zu Broten und schiebt sie in den Ofen. Die beiden überleben das aber, fressen sich durch den Teigmantel und entkommen.
Der siebte Streich führt schließlich zum Tod der beiden. Bauer Mecke erwischt sie, als sie Löcher in seine Getreidesäcke schneiden, und bringt sie zur Mühle, wo der Müller sie in der Mühle zerschrotet. Anschließend fressen die zwei Enten des Müllers alles auf.
Im Epilog freuen sich alle Opfer über das Ende der Übeltäter:
Witwe Bolte, mild und weich,

sprach: „Sieh da, ich dacht es gleich!“

„Ja, ja, ja!“ rief Meister Böck,

„Bosheit ist kein Lebenszweck!“

Drauf, so sprach Herr Lehrer Lämpel:

„Dies ist wieder ein Exempel!“

„Freilich!“ meint der Zuckerbäcker,

„Warum ist der Mensch so lecker!“

Selbst der gute Onkel Fritze

sprach: „Das kommt von dumme Witze!“

Doch der brave Bauersmann

dachte: „Wat geiht meck dat an?!“

Kurz im ganzen Ort herum

ging ein freudiges Gebrumm:

„Gott sei Dank! Nun ist’s vorbei

mit der Übeltäterei!!“

## Merkmale der Bildergeschichte

### Technik
Wie alle frühen Bildergeschichten wurde auch Max und Moritz für den Druck mittels Holzstich vorbereitet. Erst ab Mitte der 1870er Jahre arbeitete Wilhelm Busch mit Zinkografie, was den Bildergeschichten, beginnend mit Herr und Frau Knopp, mehr den Charakter einer freien Federzeichnung verleiht. Der Holzstich ist eine Methode des Hochdruckverfahrens, die gegen Ende des 18. Jahrhunderts von dem englischen Grafiker Thomas Bewick entwickelt und im Verlauf des 19. Jahrhunderts zur meistverwendeten Reproduktionstechnik für Illustrationen wurde. Wilhelm Buschs Verleger Kaspar Braun hatte in jungen Jahren in Deutschland die erste Werkstatt gegründet, die mit Holzstich arbeitete.
Wilhelm Busch hat stets betont, dass er zuerst die Zeichnungen anfertigte und dann die Verse dazu verfasste. Die Originalschrift von Max und Moritz ist erhalten geblieben und gehört heute zum Bestand des Wilhelm-Busch-Museums in Hannover. In Buschs Handschrift sind die meisten Szenen mit zarten Aquarelltönen koloriert. Die Vorzeichnung wurde dann von Busch mit Hilfe eines Bleistifts auf die grundierten Platten von Hirn- oder Kernholz von Harthölzern übertragen. Die Arbeit war schwierig, weil nicht nur die Güte der eigenen Übertragungsleistung das Ergebnis beeinflusste, sondern auch die Güte des hölzernen Druckstocks. Jeder Szene der Bildergeschichte entsprach ein bezeichneter Buchsbaumstock. Im Falle von Max und Moritz vergingen sechs Monate zwischen dem Brief Wilhelm Buschs an Kaspar Braun im Februar 1865 und der Lieferung der auf Buchsbaumholz übertragenen Zeichnungen, die im Atelier des Verlegers weiterverarbeitet wurden. Alles, was auf dem späteren Druck weiß bleiben sollte, wurde im Atelier von Facharbeitern mit Sticheln aus der Platte gestochen. Der Holzstich erlaubt eine feinere Differenzierung als der Holzschnitt, die möglichen Tonwerte reichen fast an Tiefdruckverfahren wie Kupferstich heran. Nicht immer war die Umsetzung durch den Holzstecher jedoch adäquat zur Vorzeichnung. Wilhelm Busch ließ einzelne Platten nacharbeiten oder neu anfertigen. Die grafische Technik des Holzstichs ließ bei all ihren Möglichkeiten keine feine Strichführung zu. Dies ist der Grund, warum vor allem in den Bildergeschichten bis Mitte der 1870er Jahre bei Buschs Zeichnungen die Konturen so stark in den Vordergrund treten, was den Figuren Buschs eine spezifische Charakteristik verleiht.
Der Holzstich wird gewöhnlich nur für einen Schwarz-Weiß-Druck verwendet. Die Erstausgabe ist mit Schablonen von Hand in sogenannten Kolorieranstalten vereinzelt farbig ausgemalt worden, wobei man sich dabei noch stark an der ursprünglichen Handschrift Buschs orientiert hat. In der Folgezeit wurden die Auflagen jedoch zunehmend bunter. Von 1918 an stand der Farbendruck zur Verfügung, sodass spätere Ausgaben von Max und Moritz teils sehr lebhaft koloriert sind.

### Aufbau
Max und Moritz ist wie alle Bildergeschichten Wilhelm Buschs kein gezeichnetes Drama, sondern eine Abfolge einzelner Episoden. Umrahmt von einem Prolog und einem Epilog wird in sieben einzelnen Streichen der kurze „Lebensweg“ des Lausbubenpaars Max und Moritz erzählt, der seinen Höhepunkt im sechsten Streich hat und im letzten Streich mit dem Tod der beiden Protagonisten endet. Kennzeichnend für die Bildergeschichte ist ein ständiges Widerspiel von Ordnung und Chaos, das sich aus dem Konflikt zwischen den zwei Protagonisten und ihren Opfern ergibt. Eingeleitet wird dieses Wechselspiel durch detailgenaue Schilderung jener Ordnung, die durch Max und Moritz in Chaos verwandelt wird.
Mancher gibt sich viele Müh’

Mit dem lieben Federvieh;

Einesteils der Eier wegen,

Welche diese Vögel legen;

Zweitens: Weil man dann und wann

Einen Braten essen kann;

Drittens aber nimmt man auch

Ihre Federn zum Gebrauch

In die Kissen und die Pfühle,

Denn man liegt nicht gerne kühle.

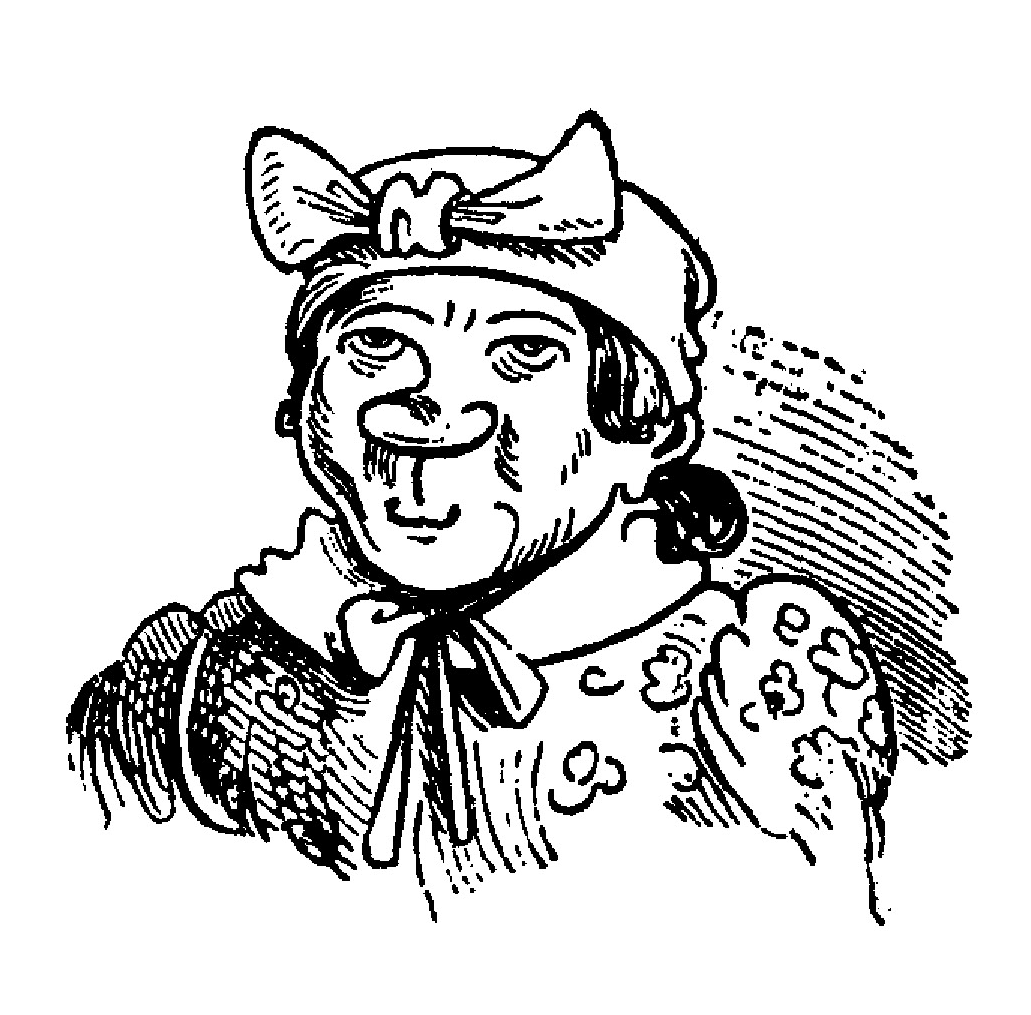
1. Streich: Einführungsporträt von Witwe Bolte

Ähnlich detailliert werden, vom siebten Streich abgesehen, die Opfer der anderen Streiche dargestellt. Der Wandel von Ordnung in Chaos ist in besonders schneller Szenenfolge im fünften Streich zu beobachten. Onkel Fritze geht zu Bett, drei Bilder lang liegt er dort ruhig, während sich ihm die Maikäfer nähern. Dem folgen fünf Szenen der Vernichtung der Insekten, bis schließlich das vorletzte Bild einen triumphierenden Onkel zeigt, der im letzten Bild erneut sanft schlummert.

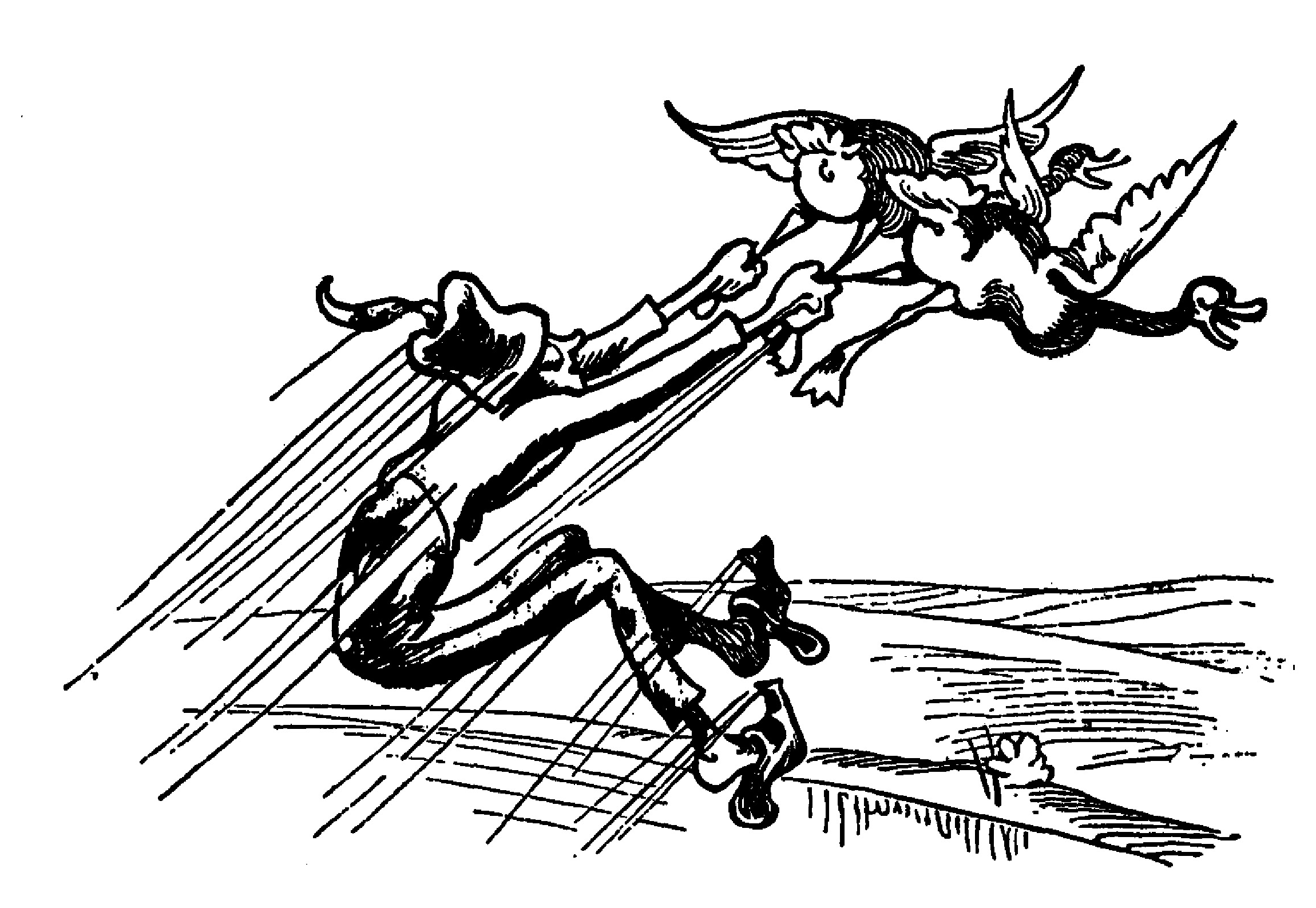
3. Streich, Meister Böck wird von Gänsen aus dem Bach gezogen

Die beiden Übeltäter sind in der Regel keine Zeugen der Folgen ihrer Streiche. Allein dem Leser ist vorbehalten, den Tod der Hühner, die Magenkrämpfe des Schneiders Böck, Onkel Fritzens nächtliche Insektenjagd oder die Explosion in Lehrer Lämpels Studierstube mitzuerleben. Die Bildergeschichte endet mit dem moralischen Hinweis Bosheit ist kein Lebenszweck!: Max und Moritz werden in einer Mühle zermahlen und anschließend von Enten aufgefressen. Doch die Reaktion auf die Nachricht vom Tod der beiden hintertreibt die Moral ironisch: Wat geiht meck dat an! kommentiert Bauer Mecke, der die zwei Lausejungen zu ihrem Exekutionsort getragen hat, in einer der zwei plattdeutschen Zeilen des Textes. Hier zeigt sich Wilhelm Buschs Hang zu Geschichten mit schwarzem Humor, der sich durch sein gesamtes Werk zieht.
Eine zeitliche Abfolge der Streiche ist nur suggeriert und zum Teil widersprüchlich. So schwirren die Maikäfer des fünften Streiches statt im Mai und Juni in Wilhelm Buschs Bildergeschichte vor der Osterzeit, dem Zeitpunkt des sechsten Streiches.

### Sprache
Die Bildergeschichte ist in vierhebigen Trochäen gedichtet:
Max und Moritz, diese beiden

Mochten ihn darum nicht leiden.
Eine Übergewichtung der betonten Silben verstärkt dabei die Komik der Verse.
Auch der Kontrast zwischen der Komik der Zeichnung und einem scheinbar ernsthaften Begleittext, der für Buschs spätere Bildergeschichten so typisch ist, findet sich schon bei Max und Moritz an zahlreichen Stellen. Der erste Streich, in dem, dank des Tatendranges von Max und Moritz, Witwe Boltes vier Hühnervögel ein vorzeitiges Lebensende finden, beginnt mit zehn erhabenen Zeilen über den Sinn der Hühnerhaltung. Nach dem Tod ihrer Hühnervögel steht das rührselige Lamento der Witwe Bolte in keinem Verhältnis zum tatsächlichen Anlass:
Fließet aus dem Aug ihr Tränen!

All mein Hoffen, all mein Sehnen,

Meines Lebens schönster Traum

Hängt an diesem Apfelbaum

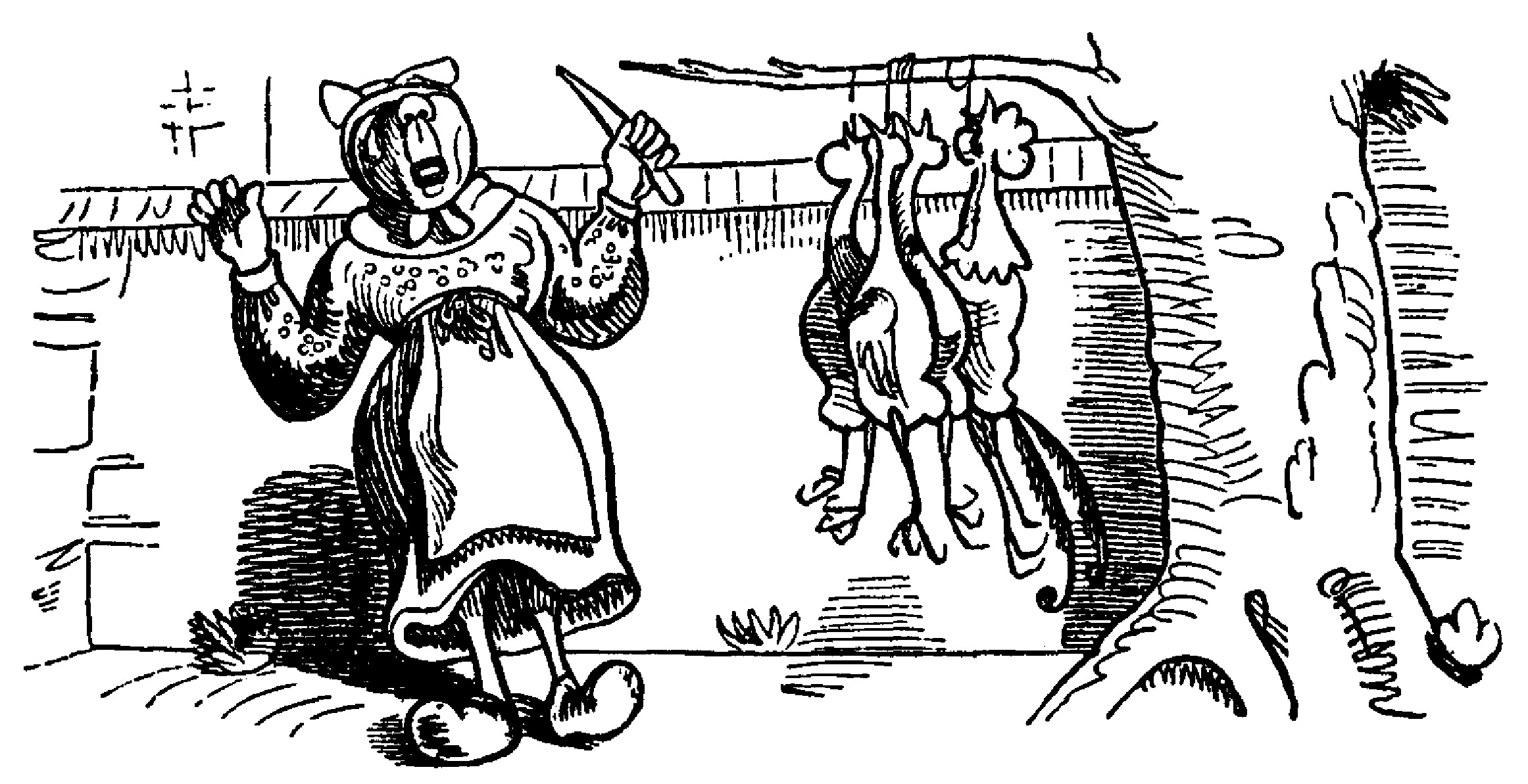
1. Streich: Witwe Bolte

Und ihre Trauer endet mit Witwe Boltes Entschluss
Die Verstorbnen, die hienieden

Schon so frühe abgeschieden

Ganz im stillen und in Ehren

Gut gebraten zu verzehren.
In ähnlicher Form lamentiert Wilhelm Busch ironisch-grotesk, nachdem Lehrer Lämpel als Opfer des jugendlichen Tatendrangs nach der Explosion seiner Pfeife vorübergehend arbeitsunfähig geworden ist:
Wer soll nun die Kinder lehren

Und die Wissenschaft vermehren?

Woraus soll der Lehrer rauchen,

Wenn die Pfeife nicht zu brauchen?

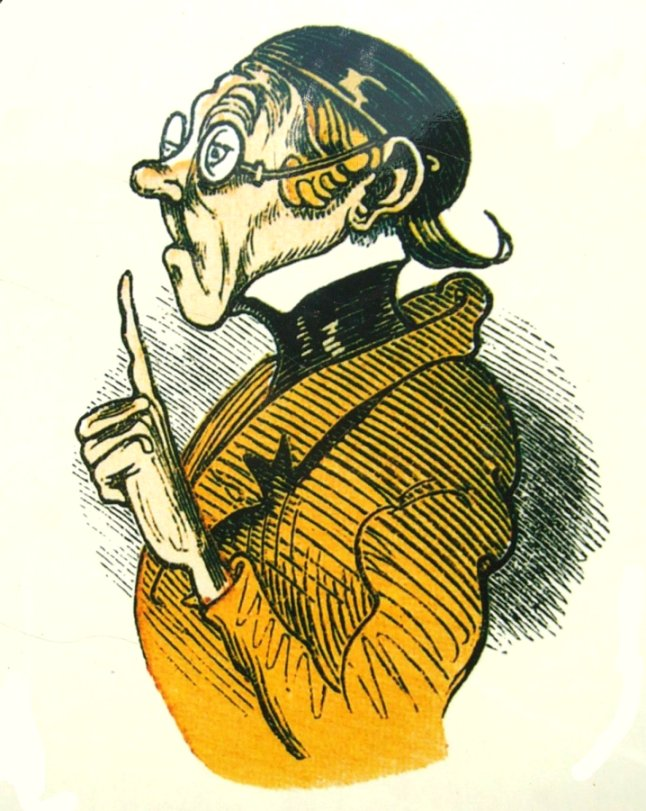
Lehrer Lämpel in einer kolorierten Fassung des Max und Moritz

Und auch hier ist der Abschluss erneut versöhnlich formuliert:
Mit der Zeit wird alles heil,

Nur die Pfeife hat ihr Teil.
Kennzeichnend für sein Werk sind außerdem zahlreiche Lautmalereien. „[Gewisse] Dinge sieht man am deutlichsten mit den Ohren“, begründet dies Wilhelm Busch am 23. Februar 1889 an seinen Freund Franz von Lenbach. „Schnupdiwup“ entführen Max und Moritz die gebratenen Hühner mit der Angel durch den Kamin, „Ritzeratze!“ sägen sie „voller Tücke, in die Brücke eine Lücke“ und „Rickeracke! Rickeracke! Geht die Mühle mit Geknacke“. Gelegentlich differenziert Wilhelm Busch dabei durch eine leicht variierte Schreibweise oder eine variable Zahl der Ausrufezeichen. Die Zeile im ersten Streich
Kikeriki! Kikikerikih!!
macht dem Leser durch Rufzeichen- und Silbenverdopplung unmissverständlich deutlich, dass das zweite Krähen des Hahnes lauter und dramatischer ist. Auch verwendet Busch Wortgebilde aus Ablautpaaren mit je zwei Silben. „Ritzeratze!“ (3. Streich), „kritze, kratze!“ (5. Streich) oder „knusper, knasper!“ (6. Streich). Sie haben eine besondere Melodie, die seine Verssprache ebenso leicht fassbar macht wie kindliche Abzählreime. Interjektionen wie „Ach herrje! Herrjemine!“ (1. Streich) unterstreichen den dramatischen Höhepunkt der einzelnen Streiche. Daneben finden sich neu konstruierte Wortverbindungen wie „Käferkrabbelei“ und „Flintenpulverflasche“, die die Komik der Situation unterstreichen. Auch dieses Stilmittel wiederholt sich in späteren Bildergeschichten und findet in Worterfindungen wie „Beinbekleidungsstück“ in Herr und Frau Knopp oder „Jungfernbundesfahnenstange“ in der frommen Helene weitere Höhepunkte. Die refrainartig wiederkehrenden Zweizeiler
„Dieses war der zweite Streich,

Doch der dritte folgt sogleich.“
akzentuieren den Fortgang der Handlung.

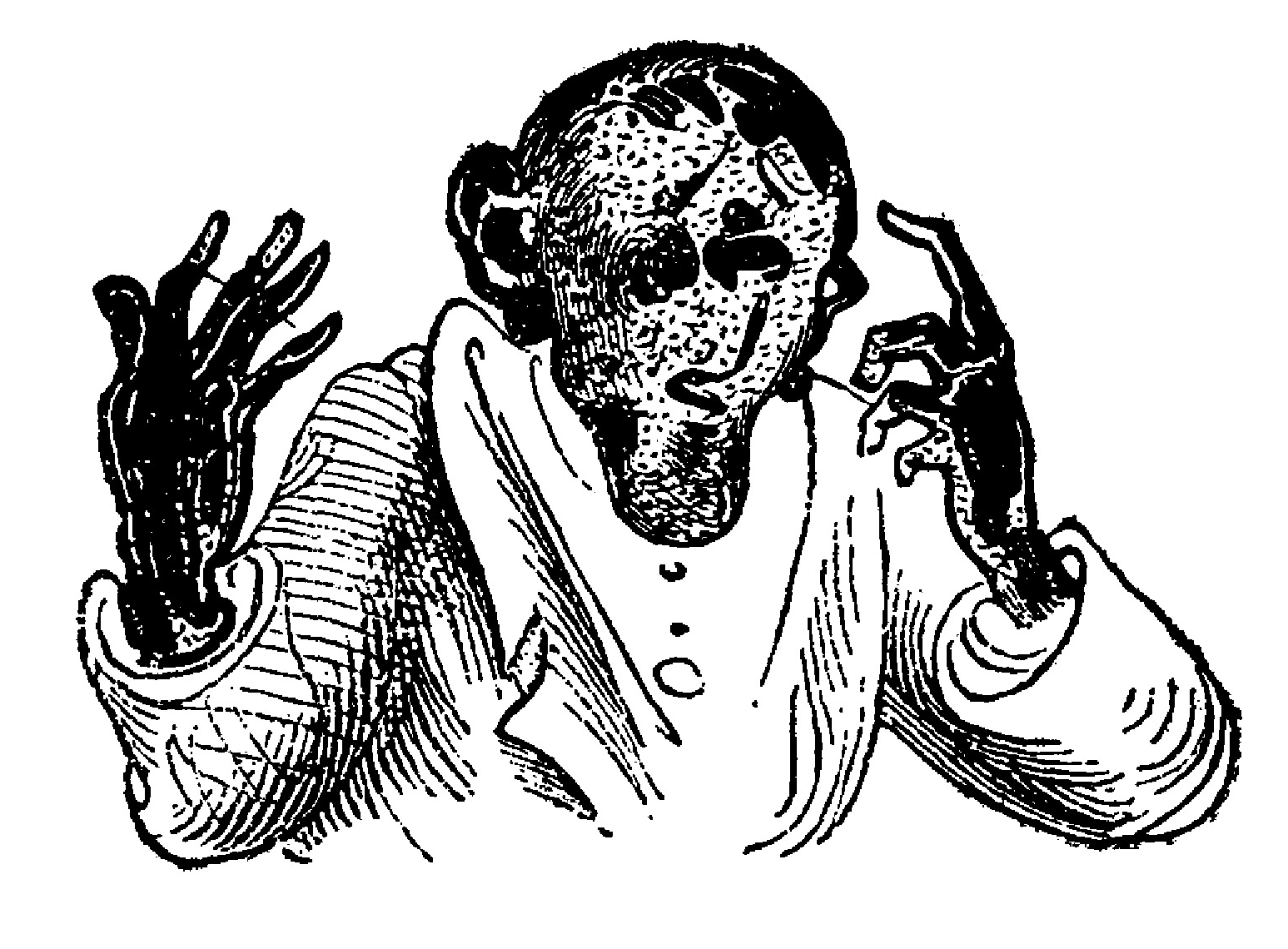
Lehrer Lämpel nach der Explosion der Pfeife

Wilhelm Busch verwendet bewusst grammatische Unrichtigkeiten, um seine Verse lebendig zu machen:
„Nase, Hand, Gesicht und Ohren

Sind so schwarz als wie die Mohren.“
Eine ähnliche Funktion hat es, wenn Wilhelm Busch plötzlich direkte Rede einfügt.
„Selbst der gute Onkel Fritze

Sprach: Das kommt von dumme Witze!“

### Figuren

#### Die Protagonisten

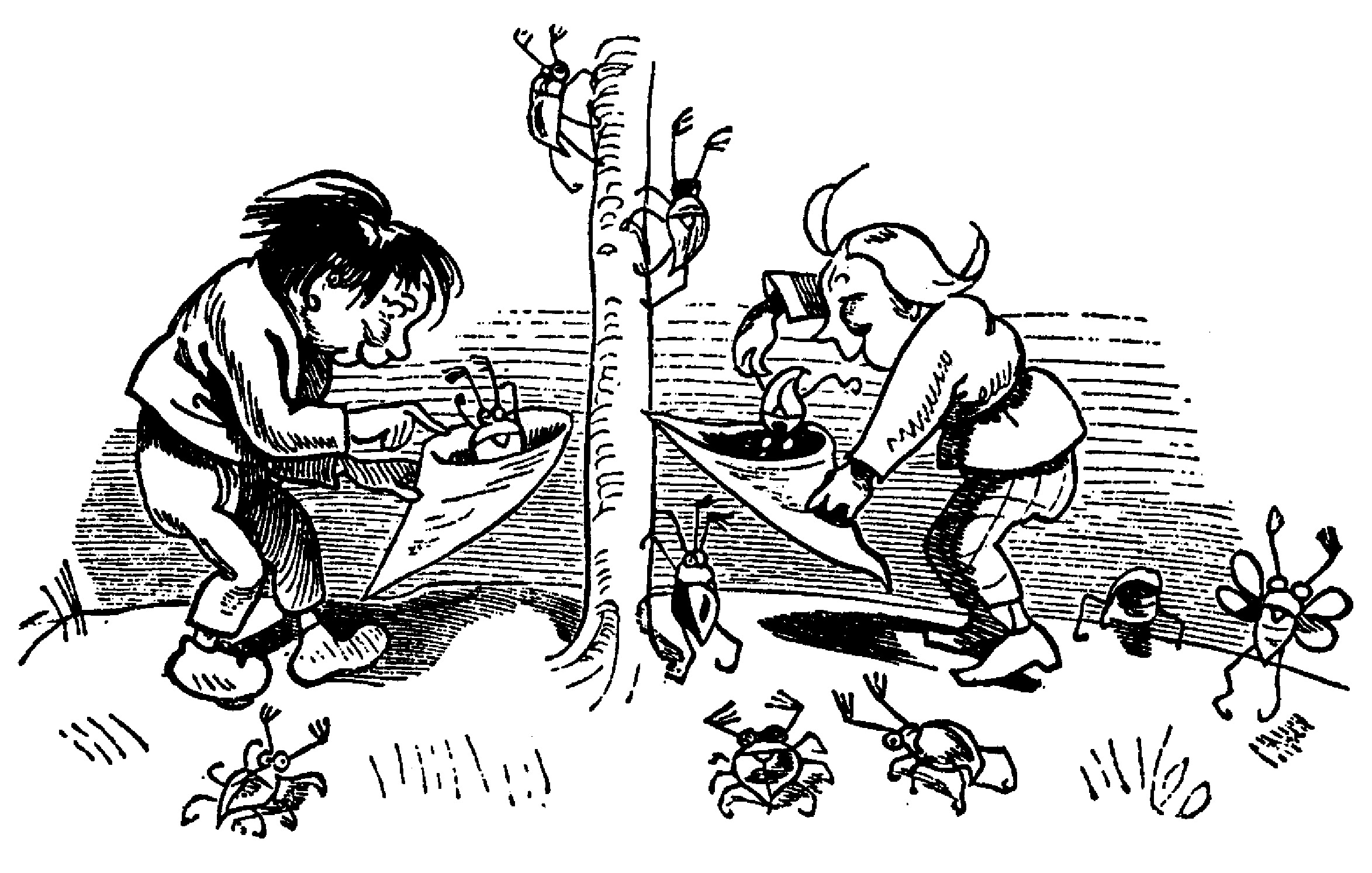
Einzelszene

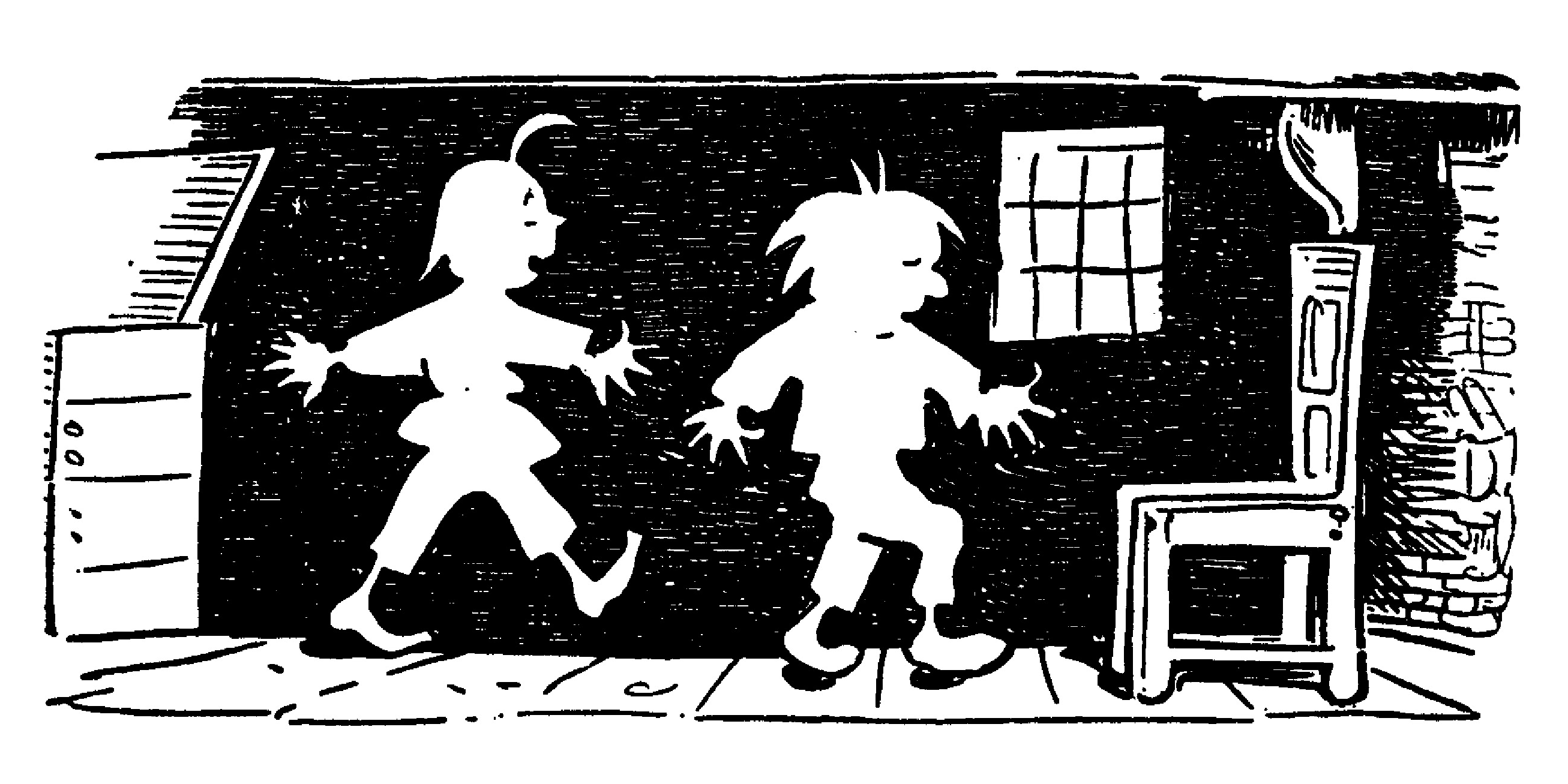
Einzelszene

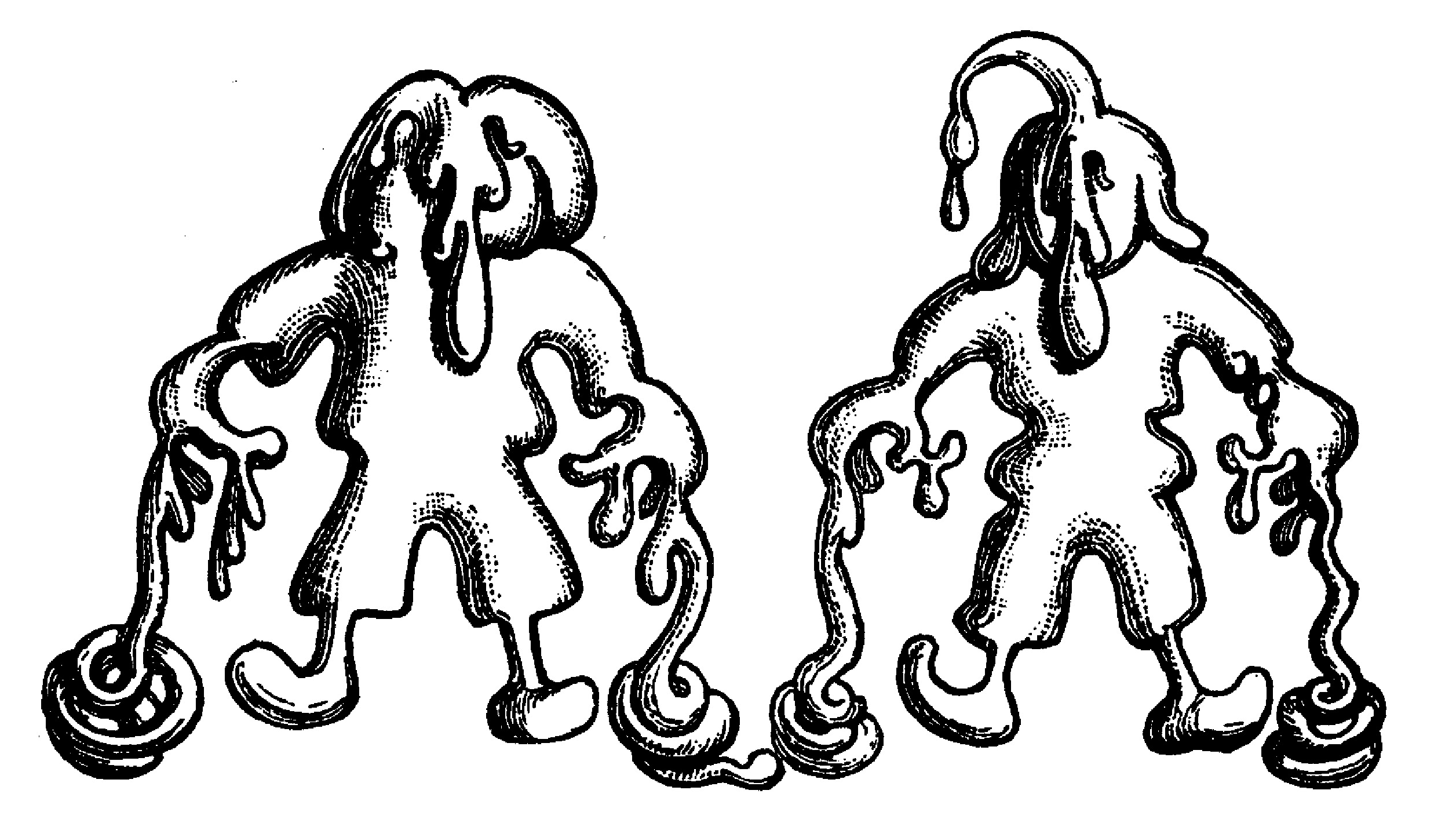
Einzelszene

Der sentimentale Familienroman, der zum Entstehungszeitpunkt von Max und Moritz typisch war, zeichnet in der Regel ein Bild von einer unschuldig reinen, unbeschwerten und heiteren Natur des Kindes. Dieses Bild stand im Gegensatz zu einer weit verbreiteten Erziehungspraxis, in der in den Schulen eine Zucht- und Prügelpädagogik vorherrschte, die von elterlichen Strafaktionen ergänzt wurde. Gewünscht war ein einförmiges, gehorsames und störungsfreies Wohlverhalten der Kinder, und jede Abweichung davon wurde hart bestraft. Die beiden Figuren Max und Moritz stehen im scharfen Gegensatz zum Kinderbild des zeitgenössischen Familienromans. Sie sind, wie nahezu alle Kinderfiguren von Wilhelm Busch, aggressiv und bösartig. Darin drückt sich letztlich das pessimistische Menschenbild Wilhelm Buschs aus, das in der von Augustinus beeinflussten protestantischen Ethik des 19. Jahrhunderts wurzelt: Der Mensch ist von Natur aus böse, seiner Laster wird er niemals Herr. Zivilisierung ist das Ziel der Erziehung, kann aber das Triebhafte im Menschen nur oberflächlich überdecken. Sanftmut führt nur zu einer Fortsetzung seiner Missetaten, und Strafe muss sein, auch wenn diese zu unverbesserlichen Lausbuben, dressierten Marionetten oder im Extremfall zu toten Kindern führt.
Max und Moritz sind nach Ansicht vieler Buschbiografen der literarische Nachhall der Freundschaft zwischen Wilhelm Busch und dem Müllersohn Erich Bachmann (1832–1907), die in Kindertagen begann und bis an das Lebensende von Erich Bachmann hielt. Während der Jahre, die Wilhelm Busch bei seinen Eltern in Wiedensahl lebte, blieben jungenhaft-derbe Streiche, wie er sie später seinen Protagonisten Max und Moritz andichtete, selten. Er selbst hat sich später in seinen autobiographischen Skizzen und Briefen als ein empfindsames, ängstliches Kind geschildert, das die „Bangigkeit gründlich studiert“ habe. Im Herbst 1841 wurde der neunjährige Wilhelm Busch seinem in Ebergötzen lebenden Onkel mütterlicherseits, dem 35-jährigen Pfarrer Georg Kleine, zur Erziehung anvertraut. Von seinem Onkel erhielt Wilhelm Busch Privatunterricht, an dem auch sein neuer Freund Erich Bachmann teilnehmen durfte. Sobald sie ihre Lektionen gelernt hatten, konnten die beiden Jungen unbeaufsichtigt im Dorf herumlaufen. Einige ihrer Abenteuer, von denen Wilhelm Busch später berichtete, weisen Parallelen zur Max-und-Moritz-Geschichte auf. Wilhelm Busch und Erich Bachmann zogen bei schönem Wetter an das Ufer der Aue, gruben am Flussufer Mulden, zogen sich aus und überkleisterten sich mit dem Schlamm, um sich anschließend allmählich in der Sonne trocknen zu lassen. Sie fingen mit Leimruten Vögel und liefen weiß bemehlt in der Bachmannschen Mühle umher.
Ein kleines Bleistiftporträt, das Wilhelm Busch im Alter von 14 Jahren von seinem Freund zeichnete, zeigt Erich Bachmann als pausbäckigen, selbstbewussten Jungen, der ähnlich wie der Max dieser Geschichte von derber Struktur war. Das zeitgleich entstandene Selbstporträt Buschs weist einen Haarwirbel auf, der bei Moritz zur kessen Tolle wurde. Eine Jahre später von Busch gezeichnete Karikatur, die ihn gemeinsam mit Georg Kremplsetzer darstellt, zeigt Busch mit dieser Moritz-Tolle. Auf die Frage nach dem Wahrheitsgehalt der Geschichte hat Wilhelm Busch jedoch nur zurückhaltend geantwortet:

„Du fragst, ob Max und Moritz eine wahre Geschichte sei. Nun, so ganz wohl nicht. Das meiste ist bloß so ausgedacht, aber einiges ist wirklich paßiert, und denn, dass böse Streiche kein gutes Ende nehmen, da wird sicher was Wahres dran sein.“

#### Die Opfer

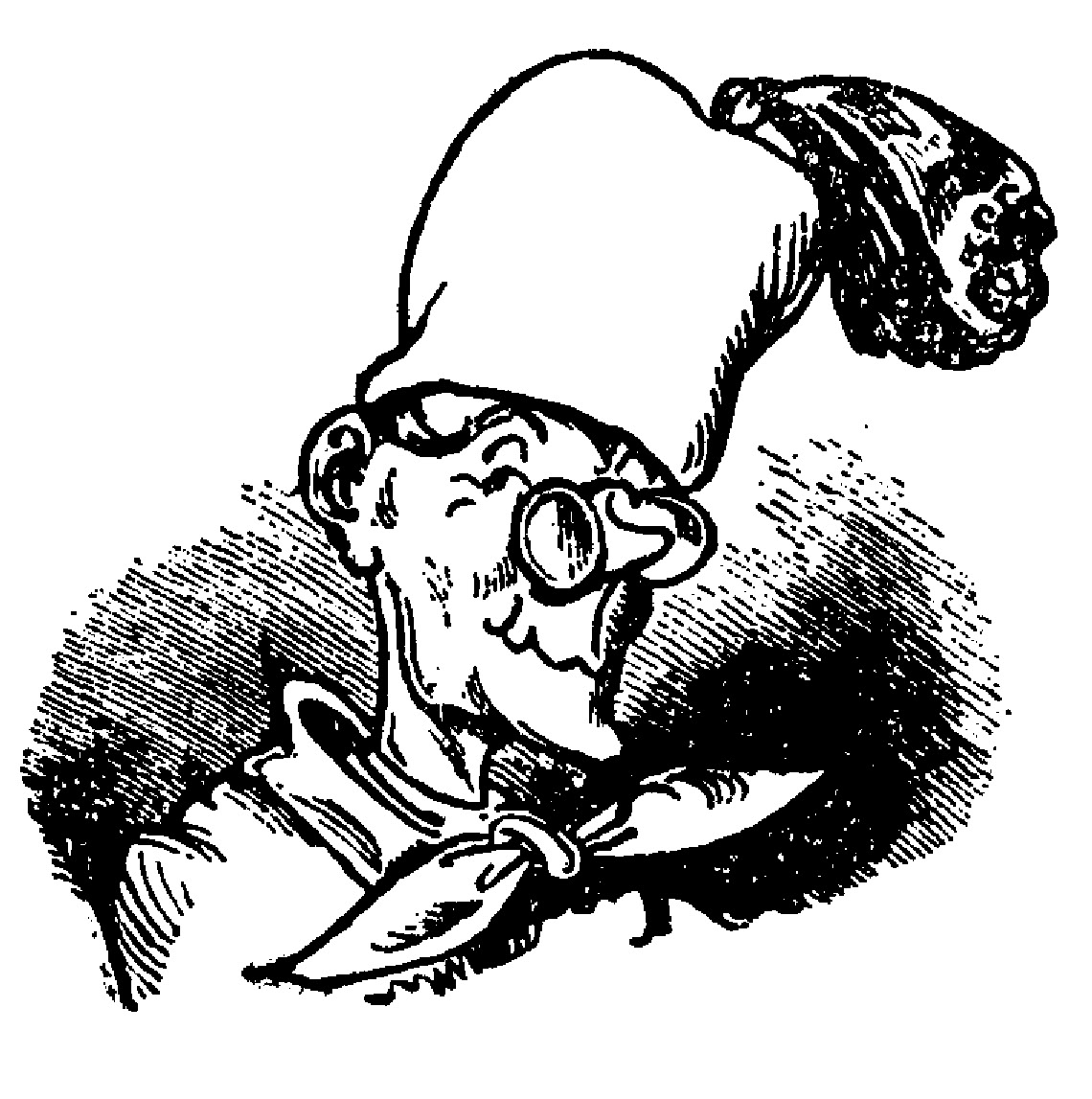
Meister Böck

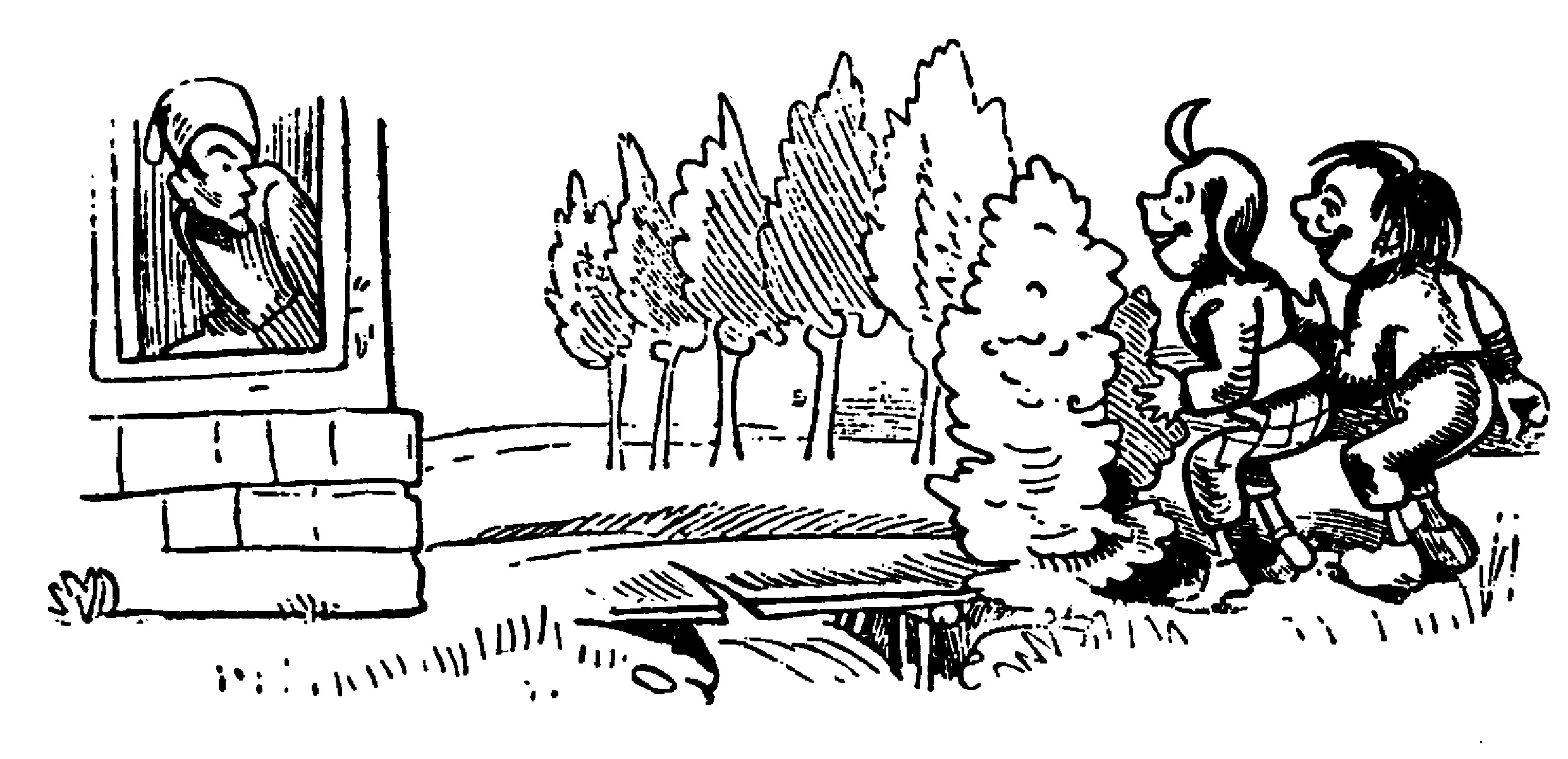
3. Streich: Schneidermeister Böck

Alle Werke Wilhelm Buschs zeigen eine Fixierung auf Formen des deutschen kleinbürgerlichen Lebens. Seine Bauernfiguren sind Personen bar jeder Feinfühligkeit, und noch seine letzte Prosaskizze zeigt das Dorfleben in unsentimentaler Drastik. Dies zeigt sich bereits in den Figuren der Max-und-Moritz-Geschichte. Witwe Bolte, Schneider Böck, Lehrer Lämpel, Onkel Fritz, Meister Bäcker, Bauer Mecke und Meister Müller sind keine Figuren des deutschen Großbürgertums. Vorlagen für die Ausgestaltung seiner Figuren lieferten die Bewohner der norddeutschen Dörfer, in denen Busch den größten Teil seines Lebens verbrachte. Darauf weisen bereits die Namen Bolte und Mecke hin; Bauer Mecke spricht außerdem die einzigen zwei plattdeutschen Zeilen in dem Text. Der Familienname Bolte, der Nachname des ersten Opfers der Bildergeschichte, war in Wilhelm Buschs Geburtsort Wiedensahl weit verbreitet; ein Ehepaar Bolte lebte in den 1850er Jahren schräg gegenüber von Wilhelm Buschs Elternhaus. „Intellektuelle“ wie Lehrer Lämpel, der auch als Organist fungiert, zählten eher zu den Randgestalten dörflicher Lebensgemeinschaften. Bei Lehrer Lämpel sind die langen Frackschöße, der steife Kragen, die Gamaschen, die schwarzen Handschuhe und die Gelehrtenkappe Indiz für seinen Anspruch, sich wenigstens äußerlich von seinen dörflichen Mitbewohnern zu unterscheiden. Dabei ist der Name „Lämpel“, der für kleine Lampe oder Lämpchen stehen kann, der satirische Hinweis, dass es sich hier wohl um kein großes Geisteslicht gehandelt hat. Schon Julius Wilhelm Zincgref, der zu Beginn des 17. Jahrhunderts die Lehrerschelte Facetiae Pennalium, das ist Allerley lustige Schulbossen veröffentlichte, benutzte die Namen Lempel und Lämpel.
Dorflehrer wie Lehrer Lämpel wurden miserabel bezahlt und hatten Zusatzpflichten wie Kantor- und Küsterdienste wahrzunehmen. Die Missstände, die das Schulwesen im 19. Jahrhundert prägten, wurden von zahlreichen Künstlern aufgegriffen. Schneider wie Schneider Böck waren generell eine beliebte Figur in Karikaturen und Spott. Viele Schneider waren osteuropäische Juden, sodass sich der Spott und die Häme gegenüber Schneidern und Juden häufig überschnitt. Schneider galten häufig als unmännlich, unredlich und unrein, der Ruf
He, heraus! Du Ziegen-Böck!

Schneider, Schneider, meck, meck, meck!
spielte auf das weitverbreitete Gerücht an, dass Schneider mit Ziegen Unzucht trieben. Vorläufer der Schneiderfigur in Max und Moritz finden sich bei Wilhelm Busch schon in Trauriges Resultat einer vernachlässigten Erziehung und der Ballade von den sieben Schneidern. Auch die übrigen Figuren, die die Bildergeschichte von Max und Moritz prägen, sind schon in den Beiträgen zu den Fliegenden Blättern und Buschs ersten eigenständigen Veröffentlichungen aufgetreten. Die beiden bösen Buben Max und Moritz haben ihre Vorgänger in den kleinen Honigdieben und der Geschichte von Diogenes und die bösen Buben von Korinth. Der listige Bauer findet sich schon in Der Bauer und sein Schwein und Der Bauer und das Kalb. Müller und Mühle finden sich bereits in Der Bauer und der Windmüller, die im Bett von Onkel Fritz herumkrabbelnden Maikäfer haben ihren Vorläufer in Die gestörte und wiedergefundene Nachtruhe oder der Floh. Der Bäcker, der die Protagonisten backt, findet sich zumindest in der Figur des Menschenfressers wieder, die in der Bilderpossen-Geschichte Hänsel und Gretel auftaucht.
So lehnt sich das Aussehen der Mühle, in der Max und Moritz zermahlen werden, an die heute noch erhaltene Mühle von Ebergötzen an. Dem Schneidermeister Böck begegnete Busch während seines Aufenthalts in Wörgl.

### … und die Moral von der Geschicht’

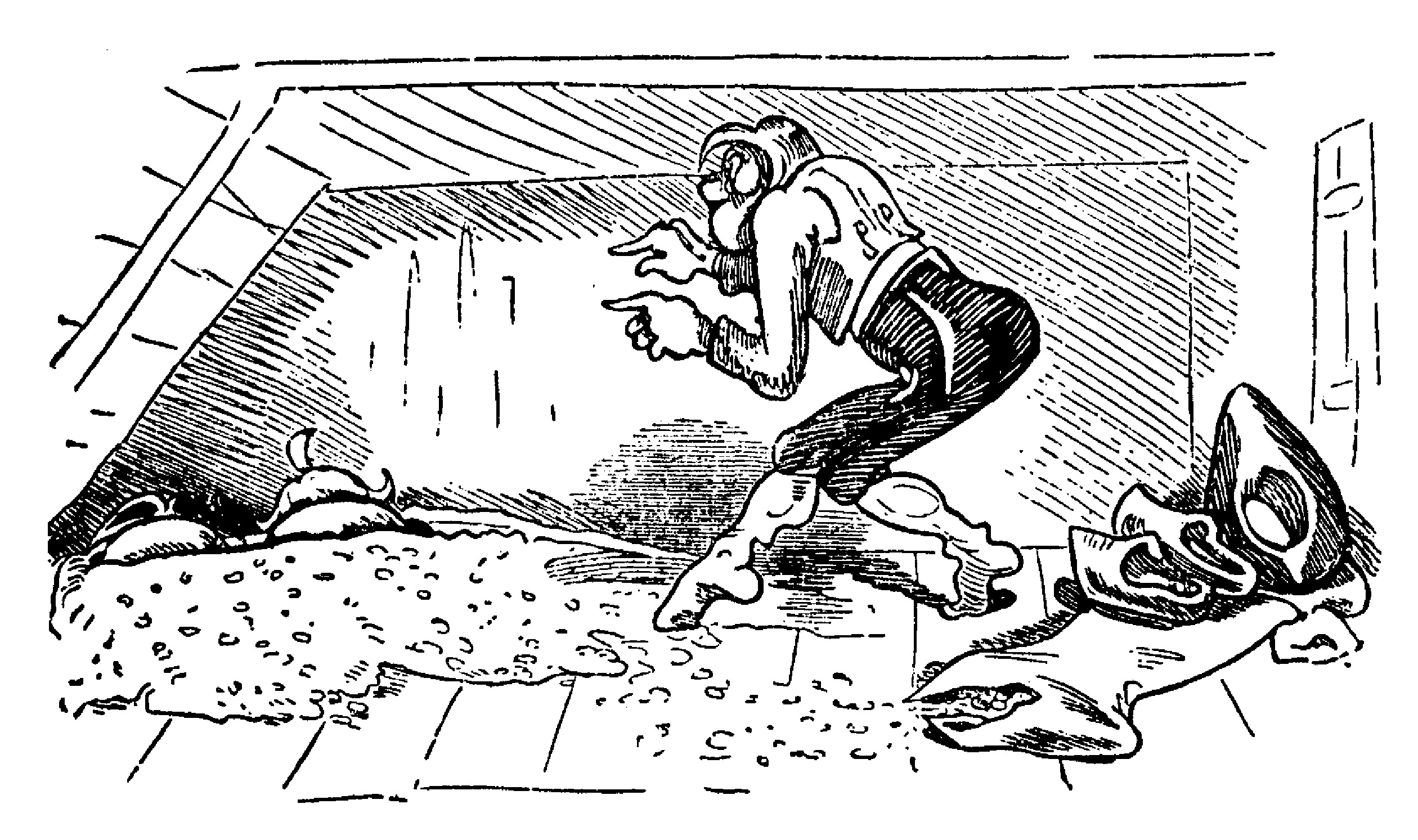
7. Streich: Bauer Mecke

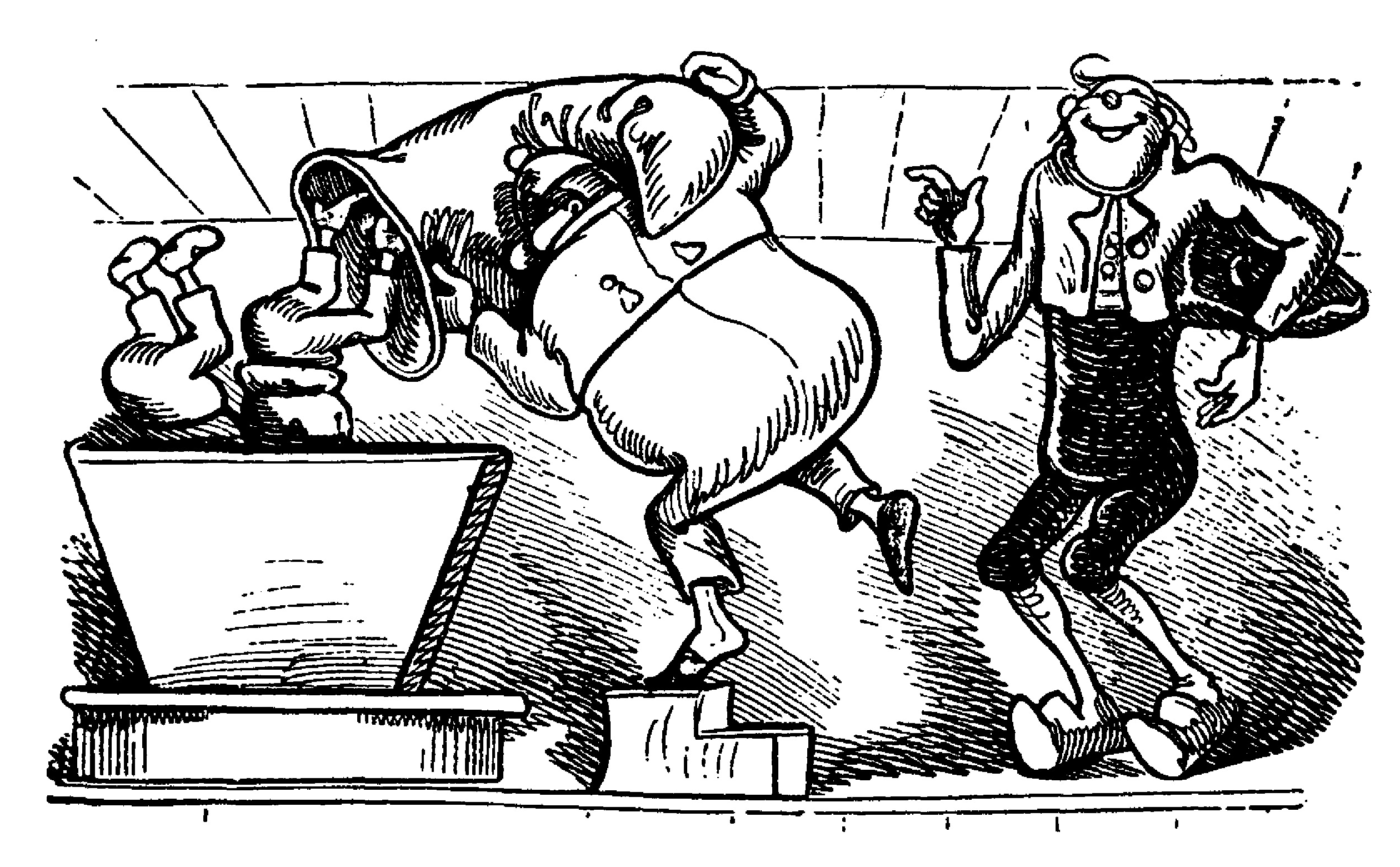
7. Streich: Meister Müller und Bauer Mecke

Mit Wilhelm Buschs Bildergeschichte Max und Moritz vergleichbare zeitgenössische Werke unterteilen die Menschen gewöhnlich in die Kategorien Gut und Böse. Eltern, Lehrer sowie Erwachsene insgesamt gehören zur Klasse der Guten, die daraus ihre Legitimation beziehen, „böse“ Kinder und Jugendliche für ihre Abweichungen zu bestrafen.
Bei Wilhelm Busch findet sich diese Unterscheidung nicht. Buschs Kindergestalten sind zwar fast alle ausnahmslos bösartig und aggressiv. Ihre Bösartigkeit ist in Max und Moritz von jeglichem Beweggrund losgelöst und Resultat eines reinen Tätigkeitsdranges. Schon im ersten Streich fragen sich die beiden Protagonisten nach der Vorstellung der Witwe Bolte und ihrer vier Hühner:
Was ist hier jetzt wohl zu tun?
Ihre grundlose Übeltäterei wird noch deutlicher im dritten Streich, der sich gegen Meister Böck, den Schneider wendet:
Alles macht der Meister Böck,

Denn das ist sein Lebenszweck.

Drum so hat in der Gemeinde

Jedermann ihn gern zum Freunde
Die Eltern, ihre Erzieher oder sonstige Erwachsene, mit denen die Kinder in Wilhelm Buschs Bildergeschichten zu tun haben, sind jedoch nicht weniger bösartig und aggressiv. Lehrer Lämpel mag zwar in der Kirche „brav und bieder“ Orgel spielen, quittiert die Exekution von Max und Moritz am Ende der Bildergeschichte trotzdem mit Befriedigung. Der „gute“ Onkel Fritz scheint die Behandlung der Kinder nicht anders zu werten als sein Zertrampeln der Maikäfer, die ihm die nächtliche Ruhe geraubt haben. Den „braven“ Bauersmann tangiert das Ende der beiden Protagonisten überhaupt nicht: „Wat geiht meck dat an?“ kommentiert er, nachdem die beiden Kinder zu Entenfutter zermahlen sind. Gert Ueding urteilt deswegen über die Bildergeschichten Wilhelm Buschs, dass ihre ungezogenen Kinder die „ganze Bravheit und Biederkeit ihrer Widersacher als heuchlerische Fassade“ zu Tage bringen. Max und Moritz sind aus seiner Sicht die Provokateure, die die tabuierten, unterdrückten Trieb- und Willensregungen der Eltern und Erzieher zum Vorschein bringen. Die Vernichtung der beiden Kinder symbolisiert für Ueding den autoritären Akt, mit dem jene ihre Versuchung, dasselbe wie das Kind zu tun, niederkämpfen müssen. Besonders drastisch verurteilt Wilhelm Busch die Heuchelei des deutschen Kleinbürgers bei der Kindererziehung in einer Episode besonderer Komik im Tobias Knopp, wo ein Vater seine beiden Söhne vor dem Besuch eines Dorffestes vorbeugend(!) verdrischt.

### Max und Moritz als Vorgriff auf Comic und Zeichentrickfilm

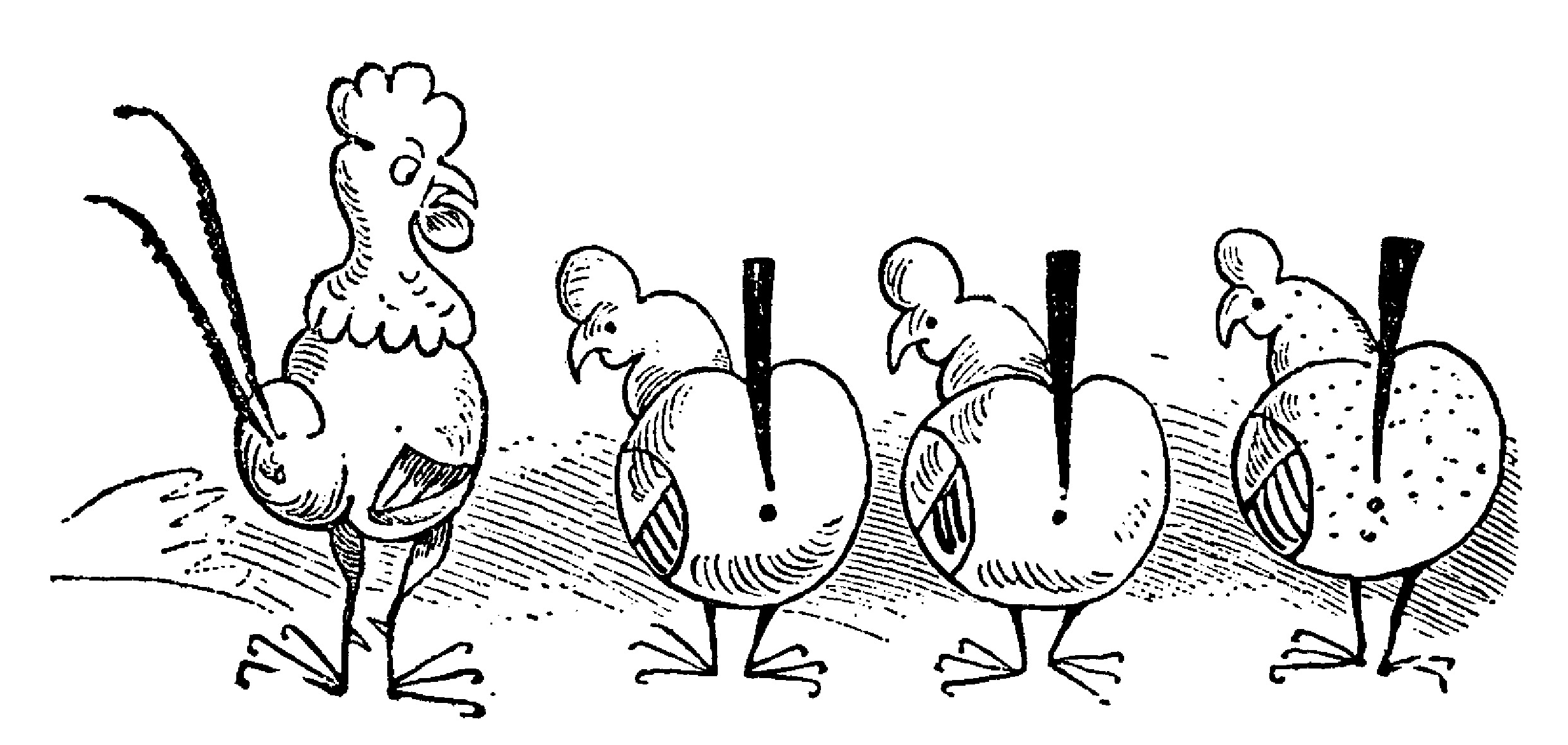
Streich 1: Witwe Boltes Hühner

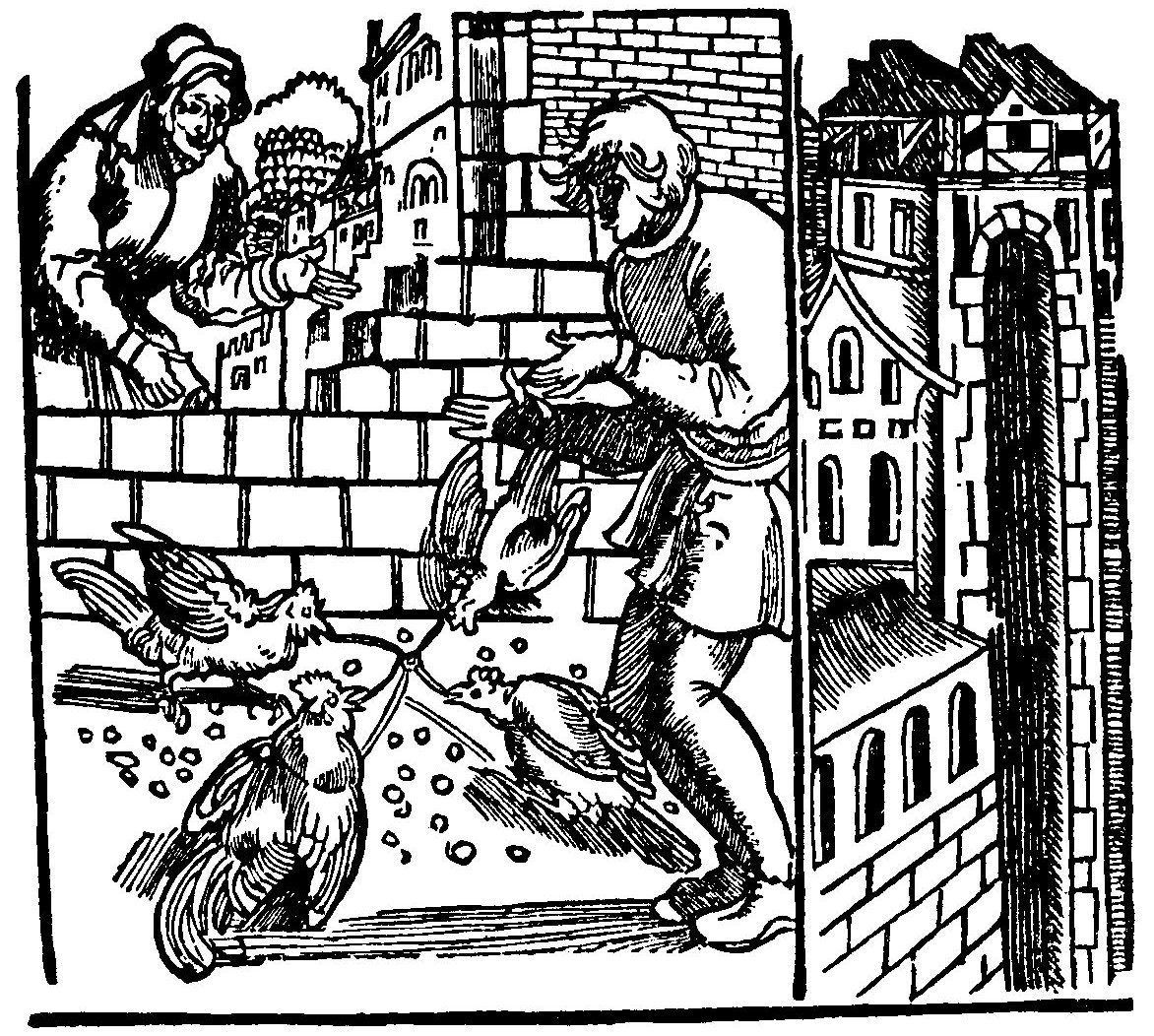
Die Hühner: Szene aus dem Ulenspiegel, 1515

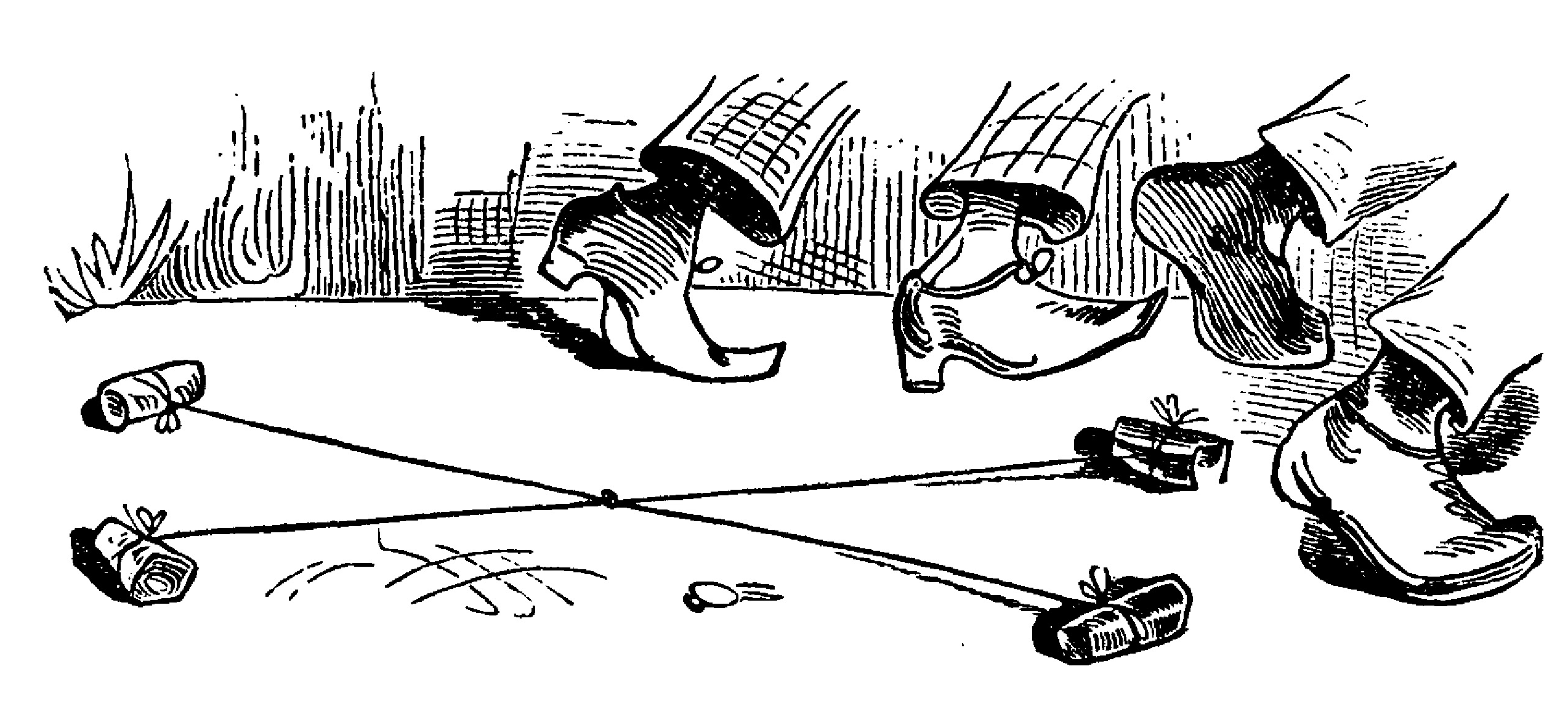
… und die Umsetzung bei Wilhelm Busch

Wilhelm Busch wird wegen seiner virtuosen Kombination von Bild und Wort häufig als Vorläufer des modernen Comics eingestuft. Seine Arbeit hat ihm daher ab der zweiten Hälfte des 20. Jahrhunderts zunehmend den ehrenden Beinamen Großvater der Comics oder Urvater der Comics eingebracht. Als Beleg für diese Aussage wird meist die 1865 erschienene Geschichte Der Virtuos sowie die Bilder zur Jobsiade (1872) herangezogen. In Der Virtuos gibt es Szenen, die eine Simultanschau mehrerer Bewegungsphasen sind; in den Bildern zur Jobsiade sind einzelne Szenen Bewegungsstudien, die an die Phasenfotografien von Eadweard Muybridge erinnern und nach Einschätzung der Busch-Biografin Eva Weissweiler in ihrem fließenden Übergang von der Zeichnung zur Kinematographie eine künstlerische Pionierleistung Buschs sind.
Buschs Max und Moritz wird diese Einordnung in der Regel nicht beigemessen. Der Busch-Biograf Joseph Kraus nennt Max und Moritz Buschs Gesellenstück mit Versen, die im Großen und Ganzen schlecht und recht zusammengereimte Begleittexte für die Bilder sind. Auch Daniel Ruby urteilt in seiner Analyse des Bildergeschichtenwerks Wilhelm Busch, dass die für Busch kennzeichnenden strukturalen und stilistischen Elemente eher rudimentär angelegt seien. Allerdings zeigt schon diese frühe Bildergeschichte eine zunehmende Konzentration auf die Hauptfiguren und ist teilweise sehr sparsam in der Binnenzeichnung. Die Pointe entwickelt sich aus einem dramaturgischen Verständnis der ganzen Erzählung heraus. Figuren wie Witwe Bolte oder Lehrer Lämpel werden mit Brustbildern eingeführt, bei denen jegliche Bewegung aus dem Bild verbannt ist. Sie haben eine übertriebene Physiognomie, die dem Leser eine Einordnung dieser Figuren ermöglicht. Ähnlich sind die Hühner bei ihrer Einführung im Streich 1 zu birnenförmigen Figuren abstrahiert. Wie in späteren Bildergeschichten vermittelt Busch auch bereits in Max und Moritz teilweise durch Perspektivwechsel verstärkt den Eindruck von Bewegung und Aktion. Die Handlung ist auch hier schon wie in einem Film in Einzelsituationen zerlegt. Der Hühnerfang im ersten Streich hat sein Vorbild in einer der Illustrationen eines frühneuhochdeutschen Volksbuches zum Till Eulenspiegel, das zu Beginn des 16. Jahrhunderts erschien. Busch reduziert im Vergleich zu dieser Vorlage sein Bild jedoch deutlich, zeigt sparsam – und auf das Charakteristische konzentriert – nur die spitzen Schuhe des Moritz und die plumpen von Max sowie den für die Hühner ausgelegten Köder. Nur sieben Bilder wendet Busch auf, bis das Hühnerquartett im Apfelbaum seinen Tod findet. Erst ruft der Hahn seine drei Hennen herbei, dann fressen sie den jeweils für sie bestimmten Köder, versuchen in zwei Bildern auseinanderzulaufen, fliegen dann auf, landen im Apfelbaum und erhängen sich dort an einem Ast. Dieser Detailgrad wäre für die Handlung verzichtbar, Busch nutzt diese Szenenfolge jedoch, um auf einen Wortwitz hinzusteuern.
Jedes legt noch schnell ein Ei

Und dann kommt der Tod herbei

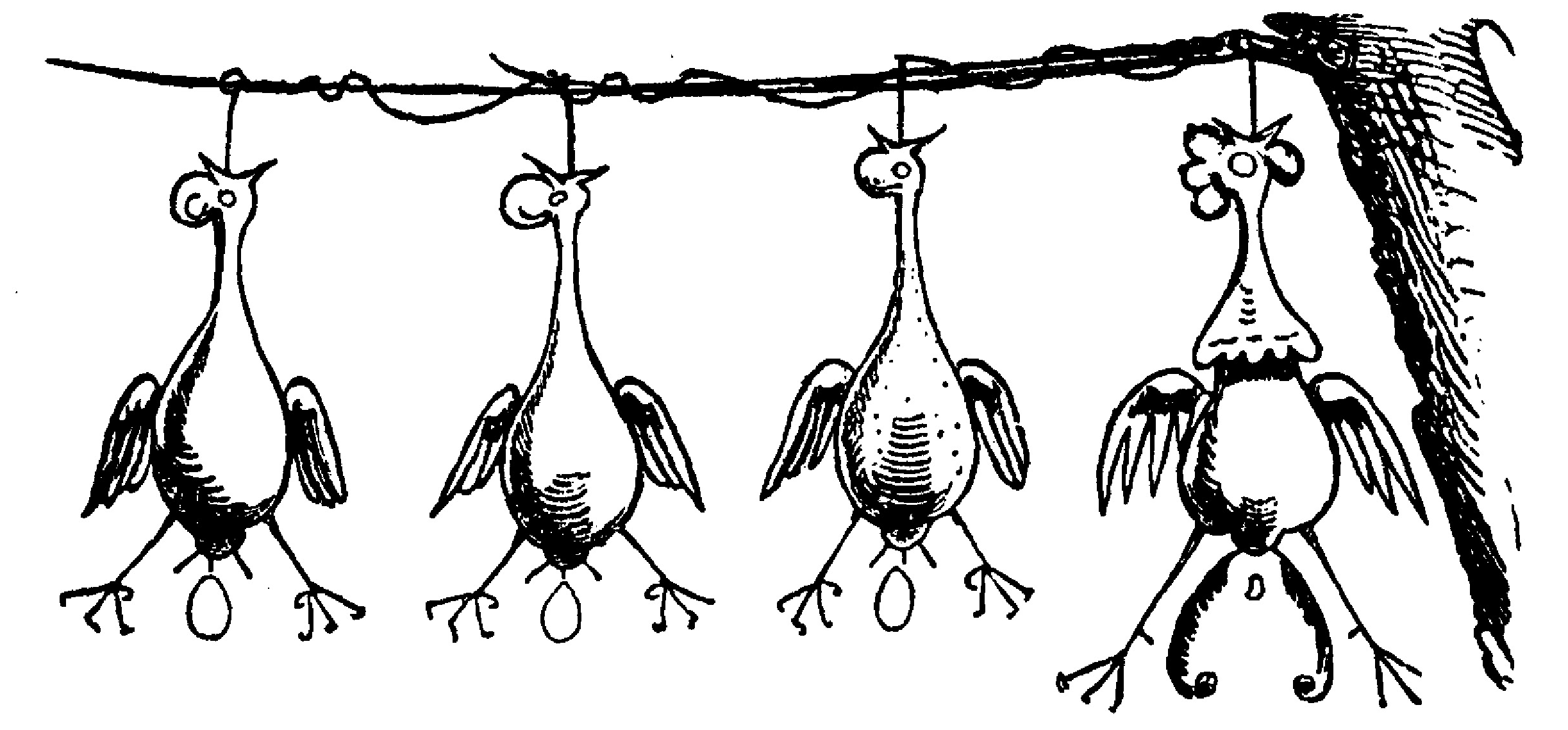
Streich 1

Die drei Hennen legen tatsächlich noch ein letztes Ei. Der Hahn dagegen legt sein Ei in Form eines kleinen, ovalen Stückchens Hühnerkot.
Der vierte Streich, in dem Lehrer Lämpel eine Rolle spielt, weist Elemente auf, die in der filmischen Formensprache heute eine Rolle spielen. Die schwarzen Handschuhe, die Lehrer Lämpel trägt, tauchen in mehreren Einzelbildern auf, so dass sie dem Leser vertraut sind. Erst rutschen sie von der Bank, während Lehrer Lämpel Orgel spielt, dann trägt er sie beim Zuschließen der Kirchentür und auf dem Nachhauseweg. Schließlich kommt es zur Explosion seiner von Max und Moritz mit Flintenpulver gefüllten Meerschaumpfeife, eine Szene, die in ihrer Darstellung auch in einem heutigen Comic erscheinen könnte.
Rums!! - Da geht die Pfeife los

Mit Getöse, schrecklich groß

Kaffeetopf und Wasserglas

Tobaksdose, Tintenfaß,

Ofen, Tisch und Sorgensitz -

Alles fliegt im Pulverblitz.-

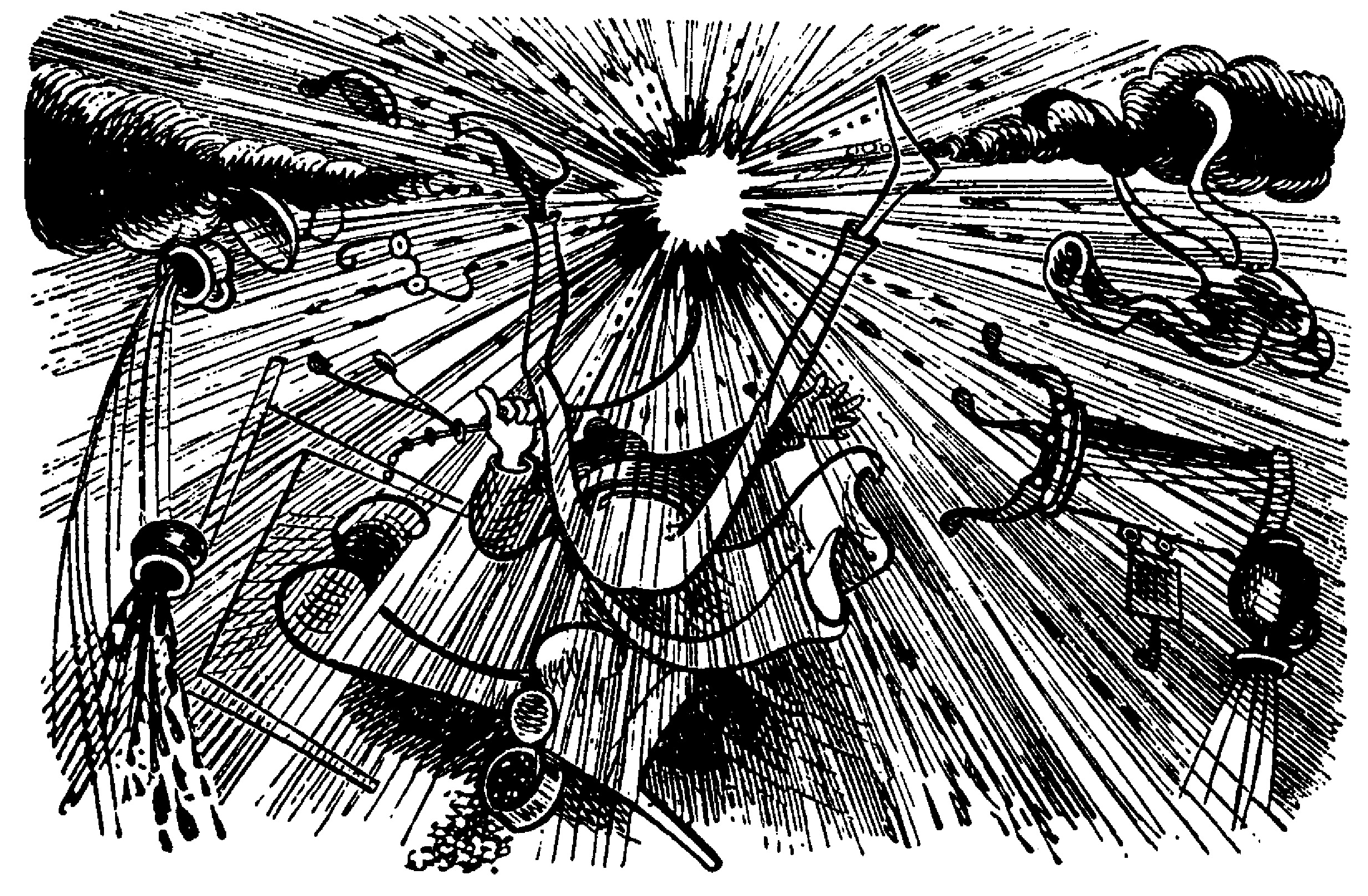
Explosion

Der von der Explosion schwer gezeichnete Lehrer Lämpel hat erneut schwarze Hände – diesmal sind sie jedoch schwarz auf Grund der Hautverbrennungen durch die Explosion.
Die Bildergeschichte von Max und Moritz war auch die Inspiration zu einem der ältesten Comicstrips, die heute noch fortgesetzt werden. Die Katzenjammer Kids des gebürtigen Holsteiners Rudolph Dirks, die ab 1897 jeden Samstag in einer Beilage des New York Journals erschienen, entstanden auf Anregung des Verlegers William Randolph Hearst mit dem expliziten Wunsch, ein Geschwisterpaar zu erfinden, das dem Grundmuster von Max und Moritz folgt.

## Deutungsansätze

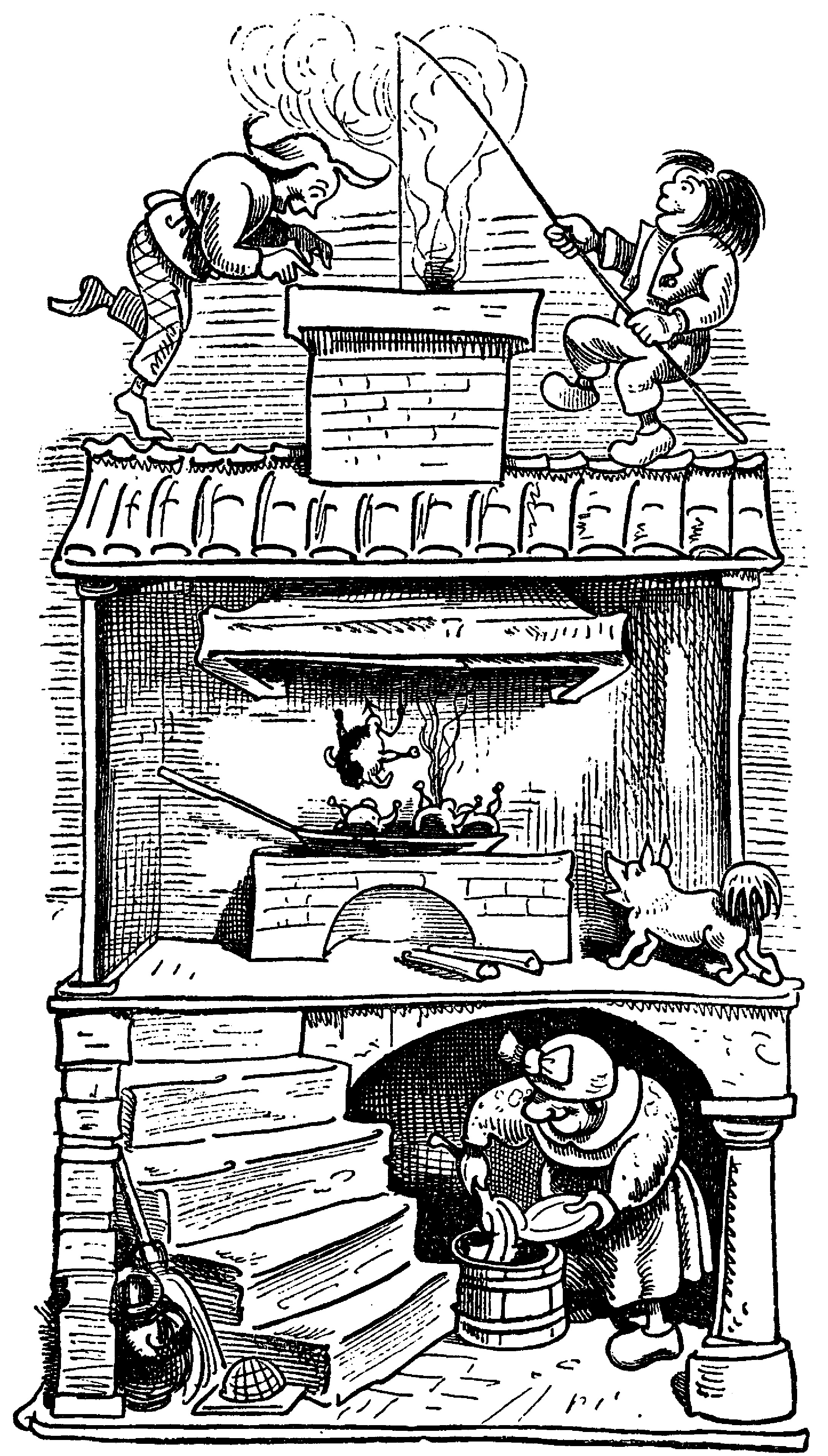
Witwe Boltes Haus als Simultanbühne; nach der Interpretation Edith Brauns eine Anspielung auf das „Deutsche Haus“

Wilhelm Busch hat stets betont, dass er die Bildergeschichte „zu Nutz und eignem Plaisir“ verfasst habe. Die Mehrheit der Literaturwissenschaftler, die sich mit dem Werk Wilhelm Buschs auseinandersetzt, legt daher keine tiefere Bedeutung in die Bildergeschichte und beschränkt sich in ihren Analysen auf Aufbau, Sprache, Bildumsetzung und Charakterisierung der Personen. Eine Ausnahme stellt Edith Braun dar, die die Auffassung vertritt, Wilhelm Busch habe in seiner Bildergeschichte verschlüsselt einige Ereignisse aus der Zeit der Frankfurter Nationalversammlung 1848/49 dargestellt. Für ihre Beweisführung bezieht sie sich auf die Handschrift, da im Prozess der Drucklegung einige der aus ihrer Sicht wichtigen Hinweise und Indizien verändert wurden. Nach ihrer Analyse sind in der Handschrift einige Majuskeln doppelt geschrieben, gleiche Buchstaben werden verschieden ausgeführt, Wörter sind zwischen die Zeilen geschrieben, und es werden unterschiedliche Formen von Doppelstrichen verwendet. Edith Braun ist daher der Ansicht, dass die Handschrift, die einige Zeit unter Buschs Münchner Malerfreunden kursierte, doppeldeutig ist. Die Maikäfer, die Onkel Fritz plagen, interpretiert sie als Hinweis auf Philipp Jakob Siebenpfeiffer, einen der Initiatoren des Hambacher Fests, der gelegentlich als Großer Kaiser der Mai-Freiheit und Großer Maikaefer des einen und ungetheilten Deutschlands verspottet wurde. In den Hühnern sieht sie eine Anspielung auf Heinrich von Gagern, den Präsidenten der Frankfurter Nationalversammlung. Das Rawau! Rawau! des Spitzes im 2. Streich spielt ihrer Meinung nach auf Franz Raveaux an, der Abgeordneter der Frankfurter Nationalversammlung war, wobei sie betont, dass als Spitz die verbeamteten Spitzel jener Zeit bezeichnet wurden. Max repräsentiert für sie die bürgerlichen Parteien, worauf seine Kleidung hinweist. Moritz, der ärmlicher gekleidet ist, ist der Vertreter der jungen demokratischen und damit revolutionären Parteien. Aus den Trauerworten der Witwe Bolte liest Edith Braun eine Anspielung auf Ferdinand Freiligrath heraus, der mit seinem Gedicht Die Todten an die Lebenden den Märzgefallenen ein literarisches Denkmal setzte. In der Einzelszene 21, die das Haus der Witwe Bolte wie eine Simultanbühne zeigt, sieht sie einen Hinweis auf die Situation des „Deutschen Hauses“. Max, der in der Handschrift eine breite, rötlich gefärbte Glatze trägt, ist ihrer Ansicht nach eine Anspielung auf Karl Marx, die Angel verweist in ihrer Interpretation auf Friedrich Engels. Die Streiche drei bis fünf karikieren nach Brauns Analyse Johann von Österreich, der von der Frankfurter Nationalversammlung zum deutschen Reichsverweser gewählt worden war, den preußischen König Friedrich Wilhelm und seinen Nachfolger Wilhelm I. In Meister Bäcker glaubt Edith Braun Johann Philipp Becker zu erkennen, einen der radikalsten Redner des Hambacher Fests. Bauer Mecke sieht Edith Braun dagegen als eine Selbstkarikatur Buschs, der die Ereignisse der Nationalversammlung mit den Worten kommentiert Wat geiht meck dat an?!

## Rezeption und Übersetzungen

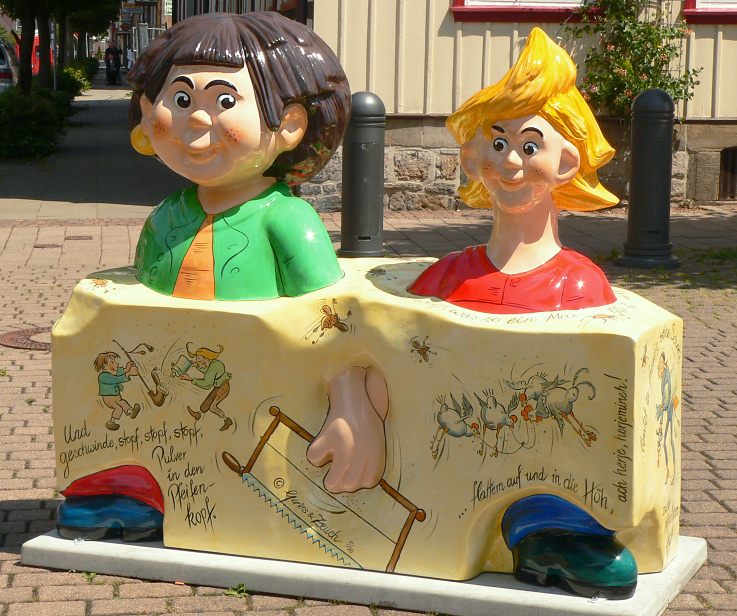
Max-und-Moritz-Plastik vor dem Rathaus in Seesen

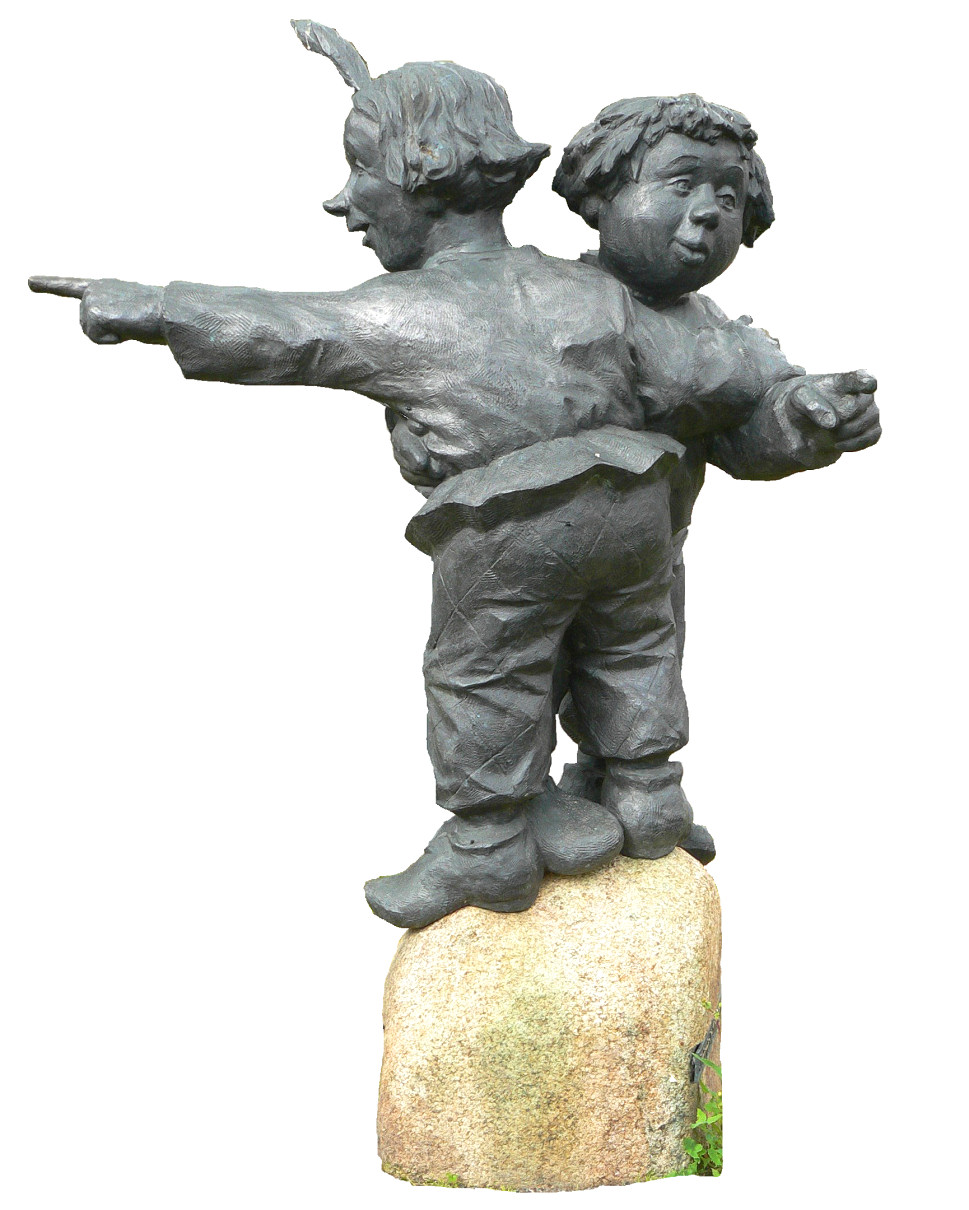
Max und Moritz in Mechtshausen zeigen in unterschiedliche Richtungen (Sterbehaus und Grabstätte von Wilhelm Busch)

Der Verkauf von Max und Moritz verlief zunächst schleppend. Erst ab der zweiten Auflage 1868 verbesserten sich die Verkaufszahlen, und in Buschs Todesjahr 1908 zählte man 56 Auflagen und mehr als 430.000 verkaufte Exemplare. Von der Kritik blieb das Werk zunächst unbeachtet. Erst nach 1870 kritisierten es die Pädagogen der Bismarckzeit als frivoles Werk mit jugendgefährdender Wirkung. Ein Julius Ducoc urteilte damals, es handele sich bei Max und Moritz um eine bedenkliche Jugendlektüre:

„In sechs Fällen kommen die holden Jungen stets ungeahndet davon, obgleich ihre Streiche von der allerschlimmsten Art sind […] Der siebente zieht eine spaßhaft übertriebene Strafe nach sich […] Doch das nur nebenbei. Die Verse könnten geändert werden, und ich würde das Ganze doch immer gleichmäßig verkehrt und verwerflich finden, weil in den […] vortrefflichen Illustrationen […] alles Achtenswerte schon durch die verzerrende Zeichnung spottwürdig erscheint. Die Witwe, der Onkel, der Lehrer, der Schneider usw. erscheinen […] durch den grotesken Aufputz der Karikatur als erbärmliche Vogelscheuchen, welche auf alle Weise den Spott herausfordern […] Dass Kinder eine derartige Darstellung sehr nach ihrem Geschmack finden, ist nicht zu bezweifeln […] Aber das beweist eben nur, […] dass hier die Gefahr auch deshalb eine verdoppelte ist, weil das noch schwankende sittliche Normalverhältnis zum Achtenswerten dem Kinde nur einen […] leicht zu erschütternden Schutz gewährt.“

Wilhelm Busch scheint diese Einstellung zumindest teilweise geteilt zu haben. In einem Brief an Kaspar Braun schildert Fanny von Pannewitz, die Wilhelm Busch 1876 auf einem Empfang ihrer Großeltern kennengelernt habe, dass Wilhelm Busch der Gesellschaft erklärt habe, Max und Moritz sei kein Kinderbuch, sondern wirke verderblich auf Kinder, die man nicht mit Karikaturen großziehen müsse. Die steirische Schulbehörde untersagte noch 1929 den Verkauf von Max und Moritz an Jugendliche unter achtzehn Jahren.
Eine Rezeption über die Angemessenheit der dargestellten Todesstrafe fand erst spät statt. So schrieb Hilmar Klute 2015 in der Süddeutschen Zeitung:

„Und keiner von den ehrbaren Bürgern, nicht die Witwe, nicht der Lehrer, der Schneider nicht und schon gar nicht der Bäcker und der Müller - niemand spricht ein Wort des Bedauerns über den Tod der zwei Kinder Max und Moritz. Onkel Fritze, dem sie Käfer ins Bett gestreut hatten, sagt allen Ernstes: Das kommt von dumme Witze. Wirklich? Auf Kinderscherze steht die Todesstrafe? Ein freudiges Gebrumm, heißt es, geht im Dorf herum. Die Menschheit ist böse, hart und unversöhnlich. So lautet die Botschaft des Herzenshumoristen der Deutschen.“

Max und Moritz gehört heute noch vor dem Struwwelpeter zu den bekanntesten Werken der deutschen Kinderliteratur und war bereits bei seiner Erstveröffentlichung 1865 erfolgreich. Bereits zu Wilhelm Buschs Lebzeiten wurde das Werk in zehn Sprachen übersetzt, darunter 1887 und 1986 ins Japanische. 1997 gab es mindestens 281 Übersetzungen in Dialekte und Sprachen, davon über 60 in deutschsprachige Dialekte, darunter so entlegene Sprachen wie Südjütisch; auch gibt es Übersetzungen ins Lateinische und ins Altgriechische.
Eine herausragende Rolle bei der Veröffentlichung, Sammlung und Katalogisierung der Übersetzungen in Fremdsprachen und Dialekte hatte der Sprachwissenschaftler Manfred Görlach. Hinzu kommen unzählige Parodien und Nachahmungen, Dramatisierungen, Paraphrasen und Vertonungen. In neuerer Zeit ist besonders Robert Gernhardts Parodie Das Attentat oder Ein Streich von Pat und Doris oder Eine Wilhelm-Busch-Paraphrase bekannt geworden, welche das sogenannte „Busenattentat“ auf den Philosophen Theodor W. Adorno am 22. April 1969 schildert.
Seit 1984 wird auf den Comic-Salon Erlangen der Max-und-Moritz-Preis verliehen.

## Adaptionen

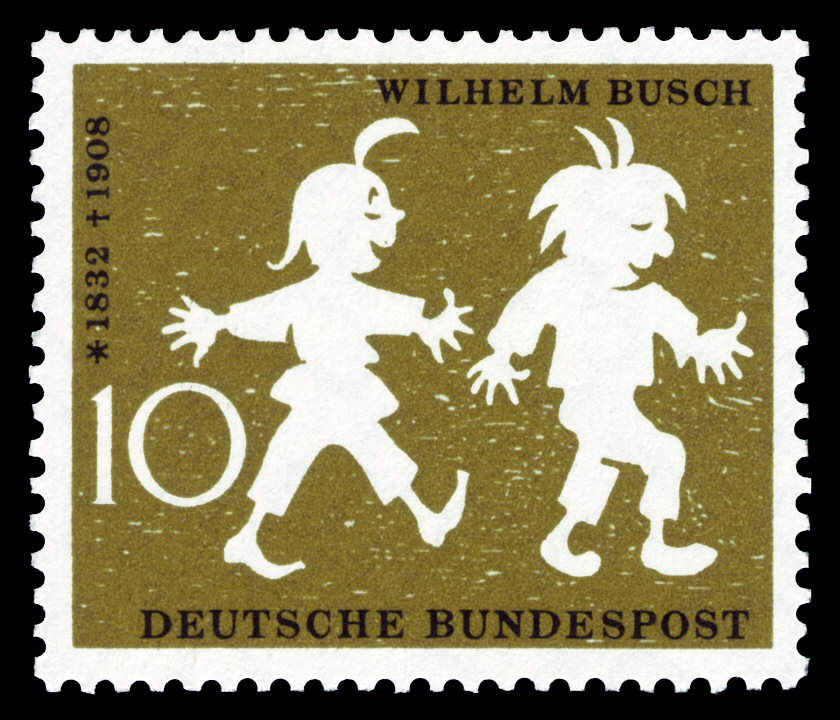
Gedenkmarke der Deutschen Bundespost zu Wilhelm Buschs 50. Todestag 1958

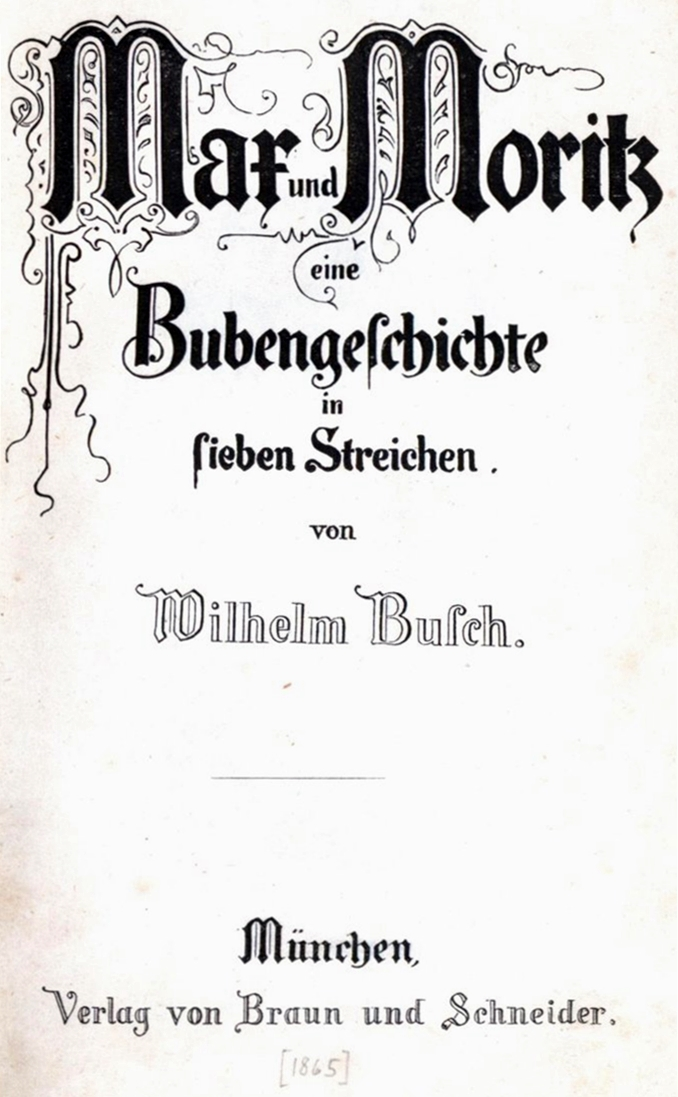
Titelblatt der Erstausgabe von 1865

Die Filmproduktionsgesellschaft Vera-Filmwerke schuf 1923 den Animationsfilm Max und Moritz. Regie führte Curt Wolfram Kießlich.
Ein werkgetreuer kurzer Animationsfilm in Stop-Motion wurde 1941 von den Gebrüdern Diehl hergestellt.   1951 wurde von derselben Produktionsfirma in dem Animationsfilm Spuk mit Max und Moritz das Thema erneut aufgegriffen.
Der deutsche Komponist Richard Mohaupt (Musik und Libretto) schuf zusammen mit dem italienischen Choreografen Alfredo Bortoluzzi die Tanzburleske Max und Moritz für das Badische Staatstheater Karlsruhe, wo das Werk am 18. Dezember 1949 uraufgeführt wurde.
Der Komponist Norbert Schultze verfasste ein auf Max und Moritz basierendes Ballett, das 1938 an der Hamburger Oper uraufgeführt wurde. Dieses wurde zur Vorlage für den 1956 gedrehten Musikfilm Max und Moritz, bei dem Schultze auch selbst Regie führte.
Im Jahr 1958 erschien zum 50. Todestag von Wilhelm Busch eine Sondermarke des Briefmarken-Jahrgangs 1958 der Deutschen Bundespost.
In seinem Öl- und Temperagemälde Moritz stellte der Berliner Maler Johannes Grützke 1960 drei grimassierende Moritz-Figuren mit charakteristisch abstehenden Haaren und Hähnchen in den Händen dar.
Der Bremer Kirchenmusiker und Komponist Günther Kretzschmar schuf 1963 die ca. 40-minütige Schulkantate Max und Moritz für ein- bis dreistimmigen Kinderchor und sieben Instrumente, die in Schulmusikkreisen eine weite Verbreitung erfahren hat.
Eine musikalische Umsetzung von Gisbert Näther wurde in den 1990er Jahren für das Potsdamer Kindermusiktheater komponiert und vom Deutschen Filmorchester Babelsberg uraufgeführt, dem Näther als Hornist angehört. Nach einer Folgeproduktionen der Berliner Staatsoper Unter den Linden als Ballett wurde die Komposition von zahlreichen Bühnen in Deutschland aufgeführt. 1996 bekam Näther den „Wilhelm-Busch-Preis“ (Goldmedaille) für die Komposition. Eine CD-Aufnahme unter der Leitung von Scott Lawton mit Katja Riemann als Sprecherin gewann 2005 den Leopold-Medienpreis des Verbandes deutscher Musikschulen.
Eine weitere musikalische Bearbeitung gibt es von Jan Koetsier für Posaunenquartett. Diese wurde 1994 vom Slokar Quartett mit Horst Schwarzer als Sprecher auf CD eingespielt.
2008 vertonte der Heidelberger Komponist Martin Bärenz die Streiche von Max und Moritz für Sprecher und Großes Orchester. Der Sprecher der Uraufführung war der Frankfurter Schauspieler und Kabarettist Michael Quast. Von dieser Vertonung existiert auch eine erweiterte Fassung mit Kinderchor.
Das Berliner Theater Thikwa entwickelte zum 100. Todestag von Wilhelm Busch 2008 eine Bühnenversion in der Konzeption und Regie von Günther Grosser (Premiere: 19. Januar 2008 im Theater F40).
Der österreichische Komponist und Musikschulleiter Albin Zaininger schuf 2008 eine Fassung für ein 12-köpfiges Instrumentalensemble und Sprecher. Diese Komposition kann auch von musikalisch fortgeschrittenen Schülern in Musikschulen umgesetzt werden. Uraufführung war am 7. Mai 2008 in Freistadt/Oberösterreich.
Des Weiteren gibt es eine Intonierung des Opern- und Konzertsängers Eberhard Kummer, die 1990 bei Extempore Records (Linz) auf Musikkassette erschienen ist.
Im Fernsehen erschienen unter anderem 1978 eine Zeichentrick-Adaption von Max und Moritz, in der Heinz Rühmann die Rolle des Erzählers übernahm und in Zwischensequenzen aus dem Leben Wilhelm Buschs erzählte. Zu der Heinz-Rühmann-Adaption produzierte die Firma Heimo in Mölln auch Spiel- und Sammelfiguren aus Hartgummi. Eine weitere Zeichentrickserie zu Max und Moritz wurde 1999 produziert, die neue Streiche der Buben präsentierte. Jede Folge hatte einen Erzähler, der in Reimform das Geschehen kommentiert, und jede Geschichte endete mit dem Tod von Max und Moritz, von dem sie aber wieder auferstehen und den nächsten Streich planen.
Der deutsch-amerikanische Komponist Samuel Adler schrieb Max und Moritz für Sprechrolle und Orchester (1997). Das Werk wurde am 4. Juni 2000 in Bochum uraufgeführt. Es besteht aus einem Prolog und sieben Streichen, Herausgeber der Komposition ist Advance Music.
2005 kam mit Max und Moritz Reloaded eine Verfilmung in die Kinos, die frei auf Buschs Bildergeschichte basiert und diese in der deutschen Gegenwart ansiedelt.
2014 wurde am Theater Rabenhof Wien Bernhard Studlars Max und Moritz (M&M) – Da ist noch was im Busch! uraufgeführt, die deutsche Erstaufführung erfolgte 2022 durch das Globe Theater Potsdam.
Vom Mai 2019 an ist Max und Moritz im Berliner Ensemble in der Inszenierung von Antu Romero Nunes zu sehen.
Die Hauptpersonen der TV-Serie Schatten der Mörder – Shadowplay Max und Moritz Max McLaughlin sind angelehnt an Buschs Charaktere. Im Drehbuch werden zentrale Stellen aus Max und Moritz zitiert. Das Buch selbst ist zudem wichtiges Requisit und Teil der Handlung.
2021 wird am Theater für Niedersachsen Ayla Yeginers freie Bearbeitung Eine Streichgeschichte in sieben Liedern in der Regie der Autorin uraufgeführt.
Die Fortschreibung der Geschichte von Max und Moritz auf Notgeldscheinen aus Gatersleben von 1921.

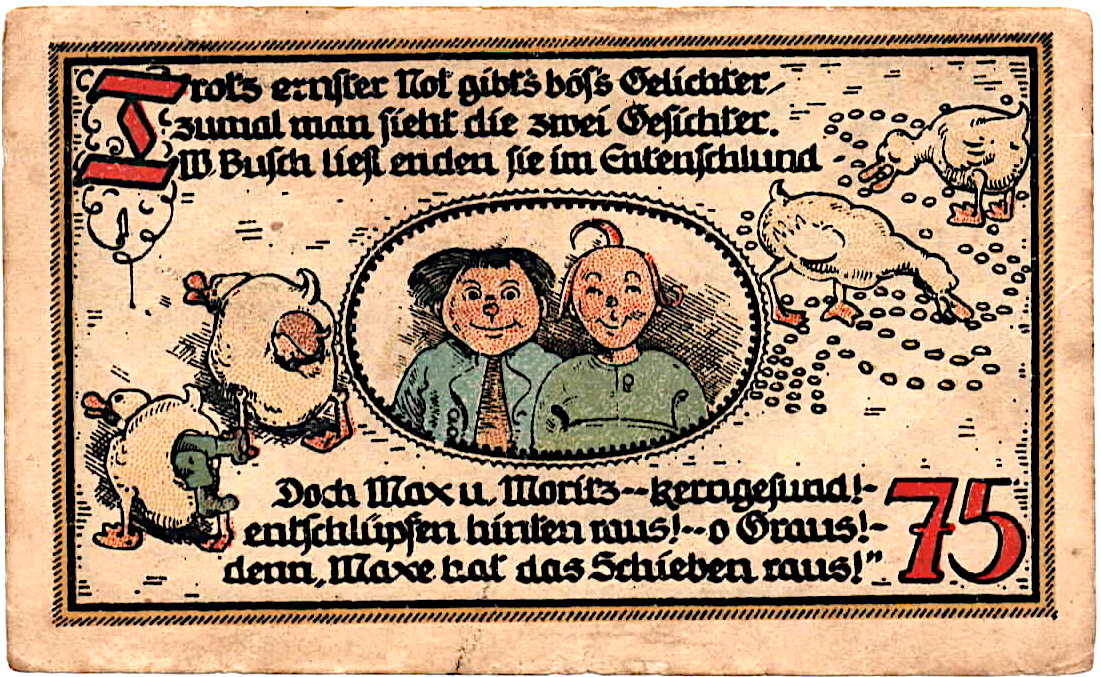
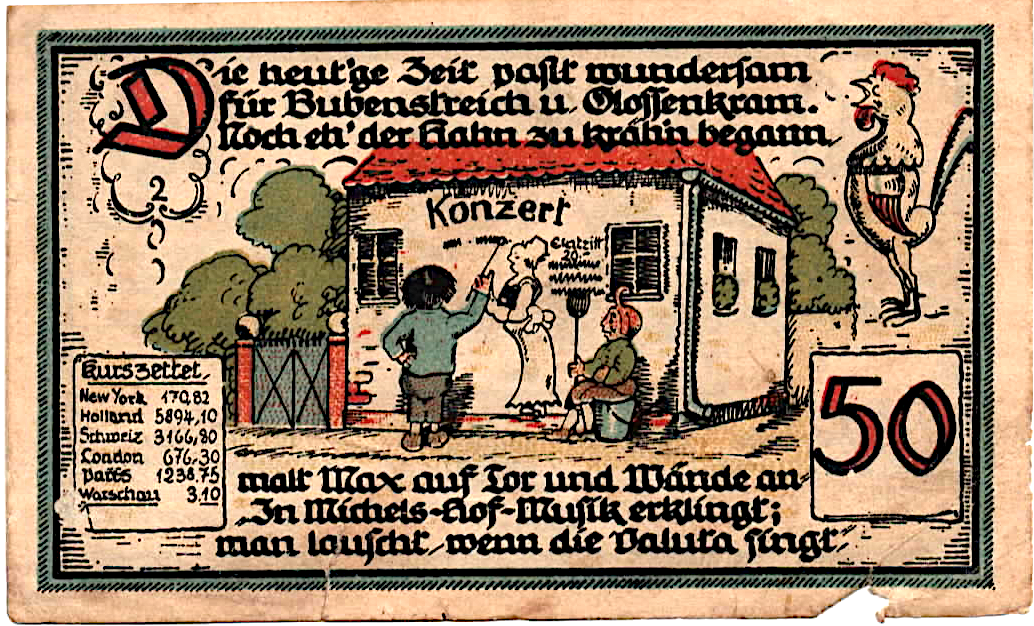
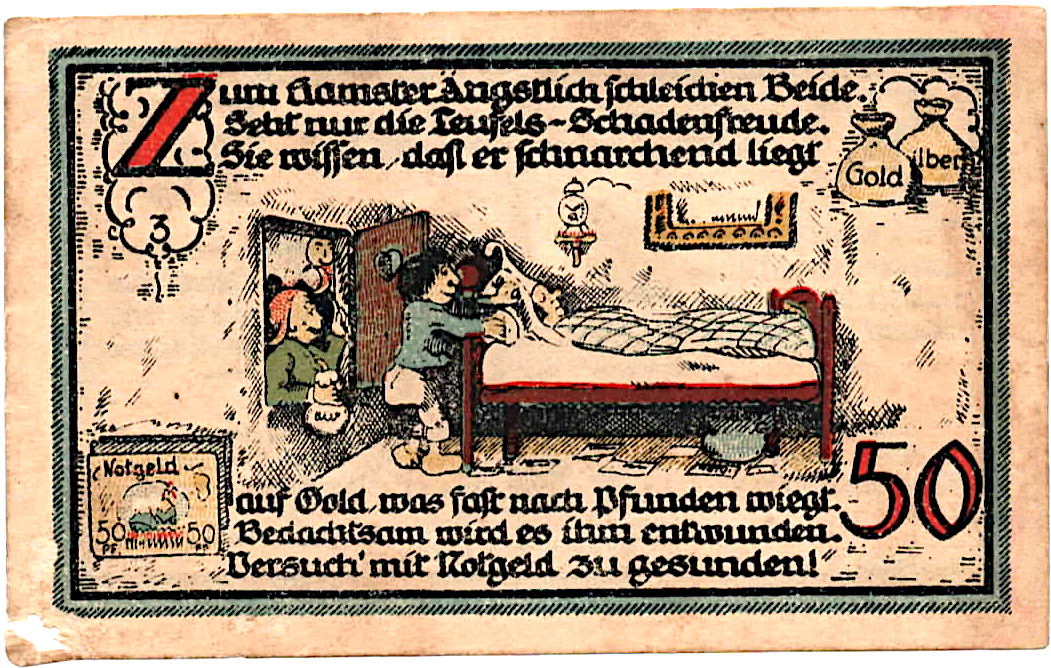
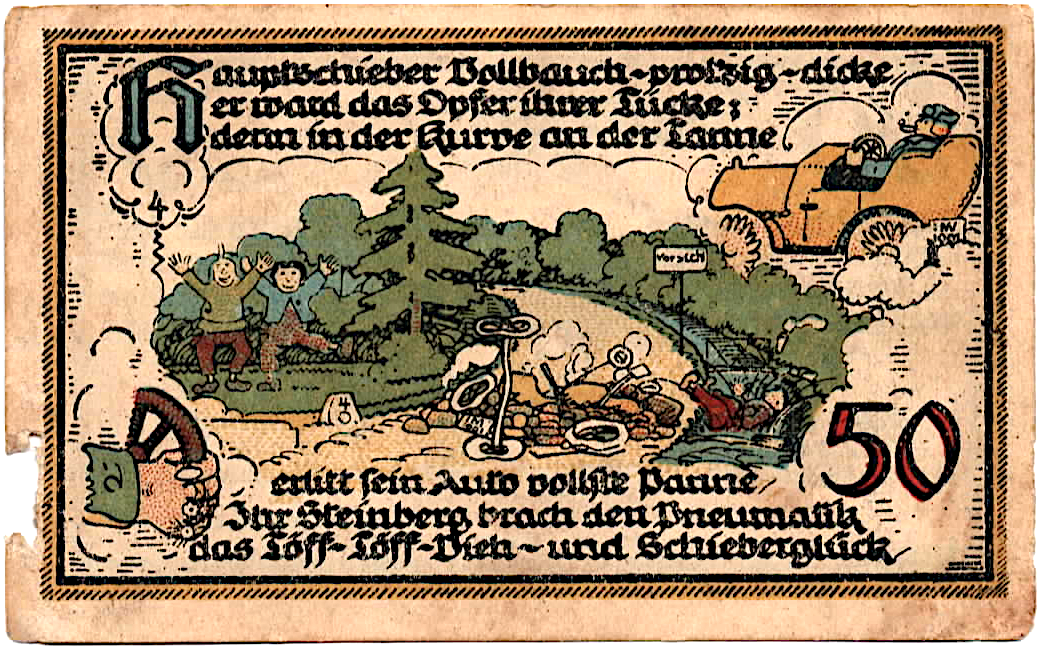
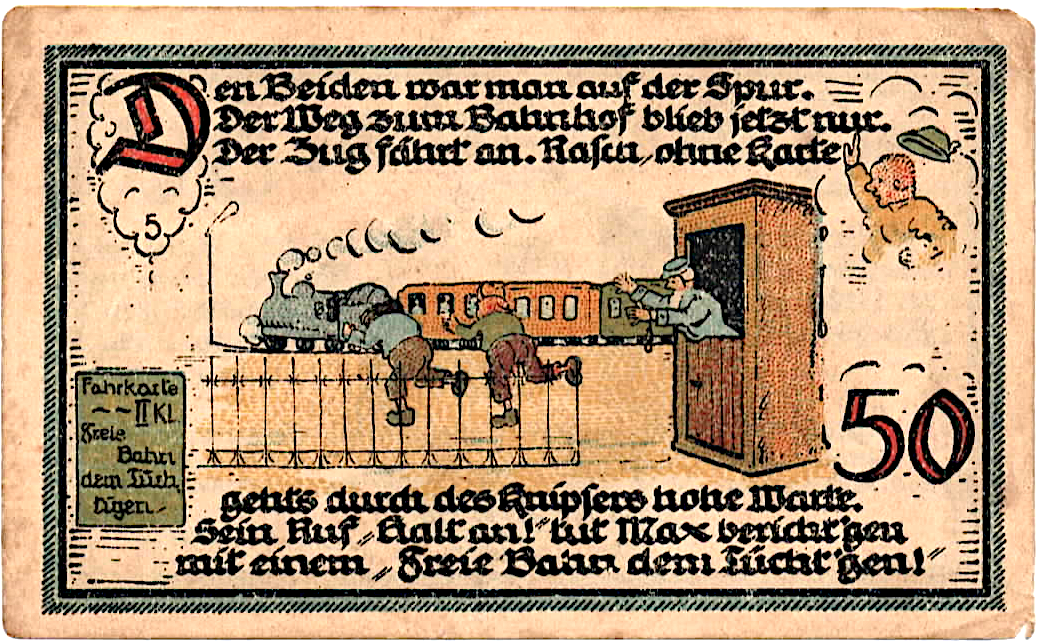
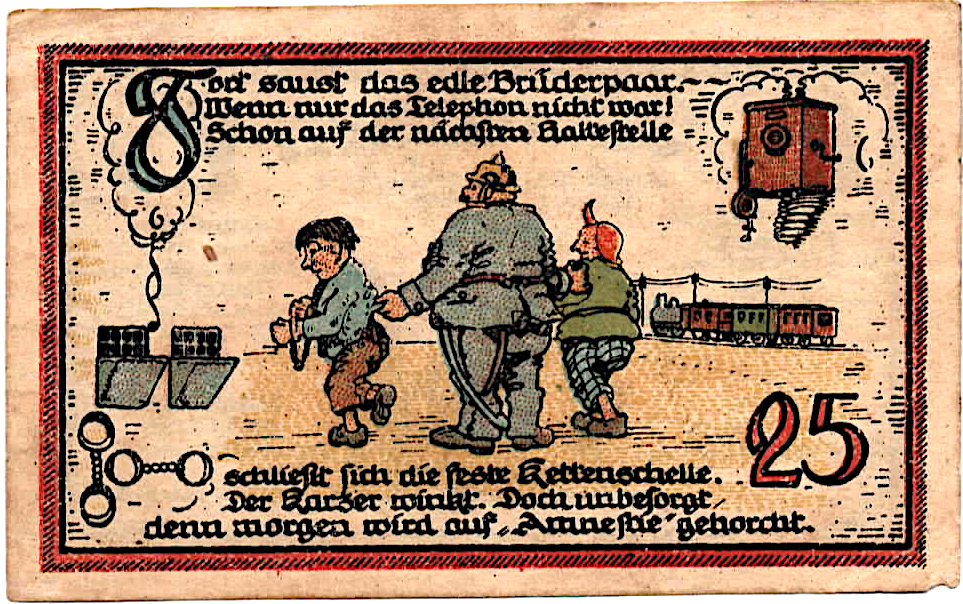

## Ausgaben (Auswahl)
- Wilhelm Busch: Max und Moritz, eine Bubengeschichte in sieben Streichen. 1. Auflage. Braun und Schneider, München 1865 (Digitalisat und Volltext im Deutschen Textarchiv).
- HKA: Wilhelm Busch: Die Bildergeschichten. Historisch-kritische Ausgabe. Bearbeitet von Hans Ries unter Mitarbeit von Ingrid Haberland, im Auftrag der Wilhelm-Busch-Gesellschaft herausgegeben von Herwig Guratzsch und Hans Joachim Neyer. Band I. Hannover 2002, Text Sp. 328–385, Anmerkungen Sp. 1277–1381, ISBN 3-87706-650-X.
- Wilhelm Busch: Max und Moritz, eine Bubengeschichte in 7 Streichen. 67. Auflage. Braun und Schneider, München 1917.
- Guilelmus Busch: Max et Moritz[,] puerorum facinora scurrilia septem enarrata fabellis isdem versibus quibus auctor usus Latine reddidit Ervinus Steindl Carantanus. Edita ex aedibus Braun & Schneider, Bibliopolarum Monacensium. Editio quinta München 1962.
- Γουλιελµου Βουσχ: Maξ και Μωριζ, ἡλλήνισεν Έ. Στεῖνδλ Αὐστιακός. Artemis, Zürich 1961, 4., durchgesehene Auflage 1967.
- Wilhelm Busch: Max und Moritz, eine Bubengeschichte in 7 Streichen. Unveränderte Auflage. Schwager & Steinlein, Köln 2007, ISBN 978-3-89600-918-0.
- Wilhelm Busch: Max und Moritz. Eine Bubengeschichte in sieben Streichen. Jubiläumsausgabe. In: Esslinger Reprint. Esslinger Verlag J. F. Schreiber, Esslingen 2007, ISBN 978-3-480-22364-0.
- Wilhelm Busch: Max und Moritz polyglott. dtv 10026, München 1982, ISBN 3-423-10026-5 (Deutsch, Englisch, Französisch, Spanisch, Italienisch, Latein).
- Wilhelm Busch: Max und Moritz – auf Lateinisch, übersetzt von Franz Schlosser. Philipp Reclam jun., Stuttgart 1993, ISBN 3-15-008843-7.
- Wilhelm Busch; Manfred Görlach (Hrsg.): Metamorphosen: neue Mundartübersetzungen des Max und Moritz. Winter, Heidelberg 1998, ISBN 3-8253-0549-X.
- Wilhelm Busch: Max und Moritz, eine Bubengeschichte in 7 Streichen, Vollständig überarbeitete und illustrierte Ausgabe speziell für digitale Lesegeräte. 2. Auflage. Null Papier Verlag, Neuss 2011, ISBN 978-3-943466-20-1.
- Wilhelm Busch: Max & Moritz – Eine Bubengeschichte in sieben Streichen, neu vertonte und illustrierte 150 Jahre Jubiläums-Sonderausgabe (Hörbuch / Audio-CD inkl. Lese- & Bilderbuch, MP3- und E-Book-Download). medienagentur.at 2015, ISBN 978-3-9504001-1-3.
- Bilder und Texte nebeneinander auf kurbeltheater.de.

## Film
- Max und Moritz. Die unglaubliche Geschichte eines Kinderbuchs. Dokumentarfilm, Deutschland, 2015, 52:05 Min., Buch und Regie: Claus Wischmann, Produktion: fernsehbüro, rbb, arte, Erstsendung: 5. April 2015 bei arte, Inhaltsangabe von arte (Memento vom 24. Februar 2016 im Internet Archive), Online-Video des BR.